# Manduca
Manduca là một chi bướm đêm thuộc họ Sphingidae (bướm đại bàng). 

## Các loài
| - Manduca afflicta - Manduca albiplaga - White-plaqued Sphinx - Manduca albolineata - Manduca andicola - Manduca armatipes - Manduca aztecus - Manduca barnesi - Manduca bergarmatipes - Manduca bergi - Manduca blackburni - Blackburn's Sphinx - Manduca boliviana - Manduca brasiliensis - Manduca brontes - Manduca brunalba - Manduca camposi - Manduca caribbeus - Manduca chinchilla - Manduca clarki - Manduca contracta - Manduca corallina - Manduca corumbensis - Manduca dalica - Manduca diffissa - Manduca dilucida - Manduca duquefi Haxaire & Vaglia, 2007 - Manduca empusa - Manduca extrema - Manduca feronia - Manduca florestan - Manduca fosteri - Manduca franciscae - Manduca gloriosa Eitschberger & Haxaire, 2007 - Manduca gueneei - Manduca hannibal - Manduca huascara - Manduca incisa - Manduca janira | - Manduca jasminearum - Ash Sphinx - Manduca johanni - Manduca jordani - Manduca kuschei - Manduca lamasi Eitschberger & Haxaire, 2007 - Manduca lanuginosa - Manduca lefeburii - Manduca lefeburii bossardi (Gehlen, 1926) - Manduca leucospila - Manduca lichenea - Manduca lucetius - Manduca manducoides - Manduca morelia - Manduca mossi - Manduca muscosa - Muscosa Sphinx - Manduca neglecta Haxaire & Vaglia, 2006 - Manduca occulta - Occult Sphinx - Manduca ochus - Manduca pellenia - Manduca prestoni - Manduca quinquemaculata - Five-spotted Hawkmoth; caterpillar: tomato hornworm - Manduca reducta - Manduca rustica - Rustic Sphinx - Manduca schausi - Manduca scutata - Manduca sesquiplex - Manduca sesquiplex opima (Rothschild & Jordan, 1903) - Manduca sexta - Carolina Sphinx; caterpillar: tobacco hornworm - Manduca stuarti - Manduca trimacula - Manduca tucumana - Manduca undata - Manduca vestalis - Manduca violaalba - Manduca wellingi |

## Thư viện ảnh

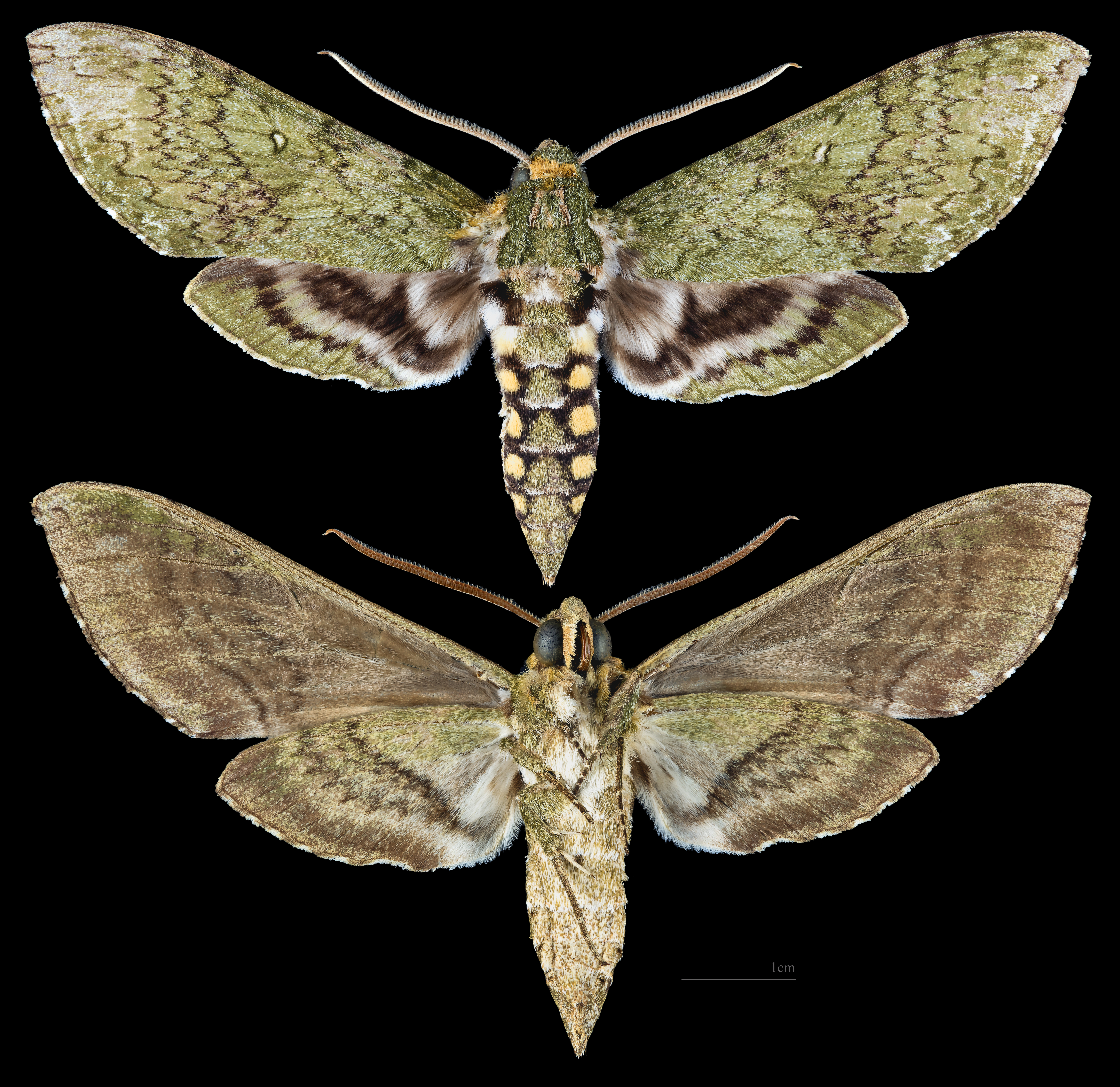
Manduca afflicta
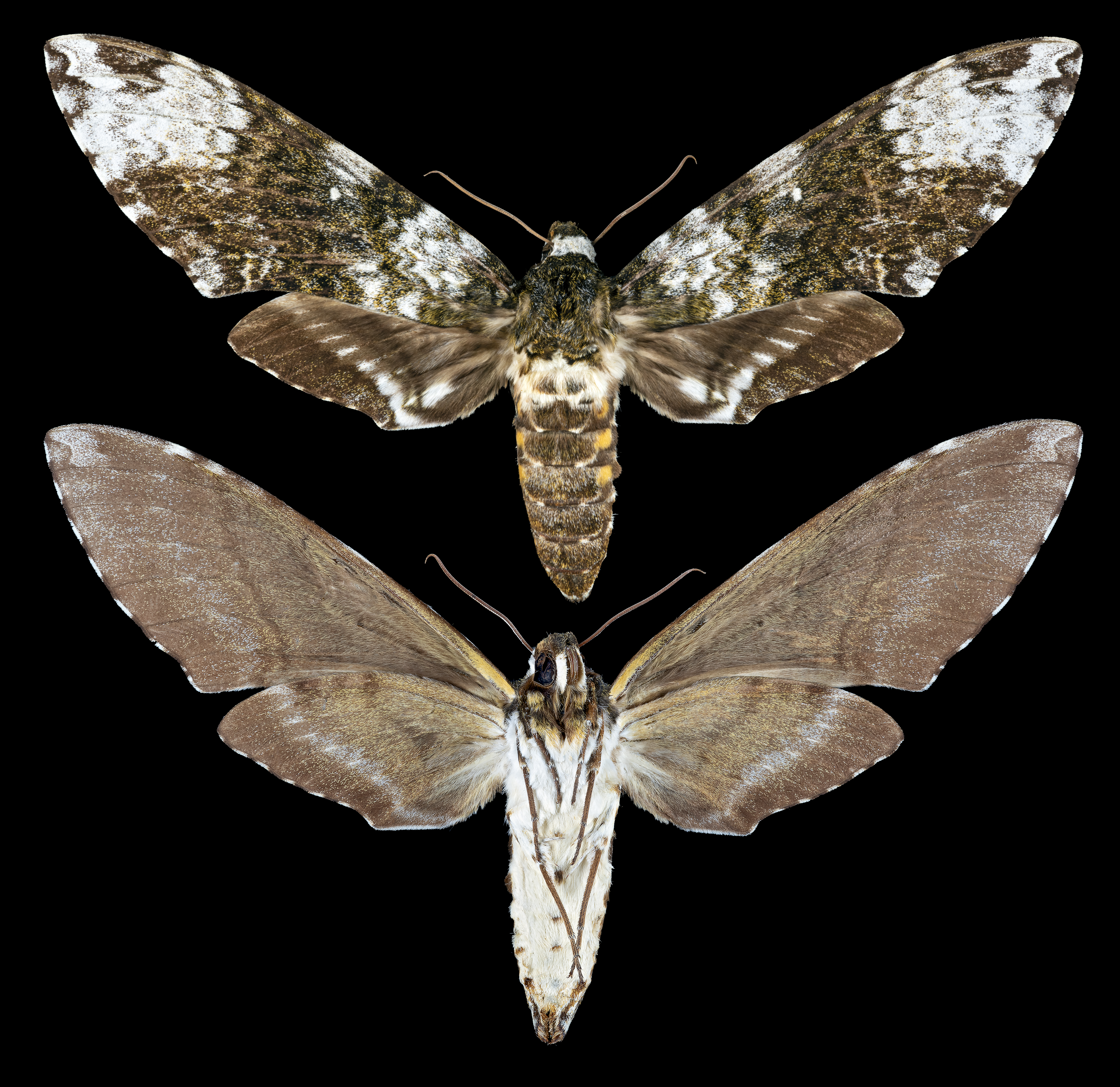
Manduca albiplaga
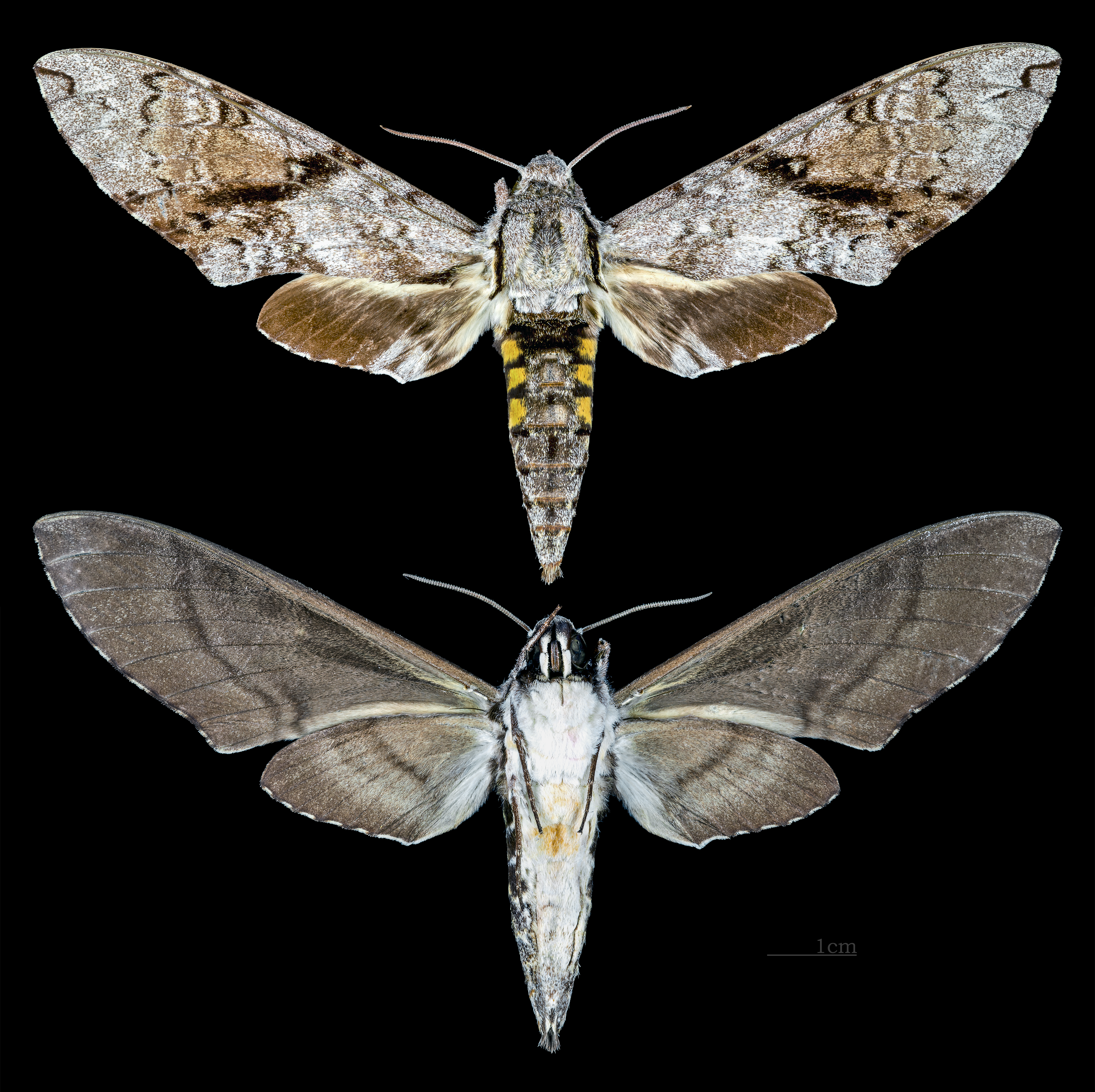
Manduca andicola
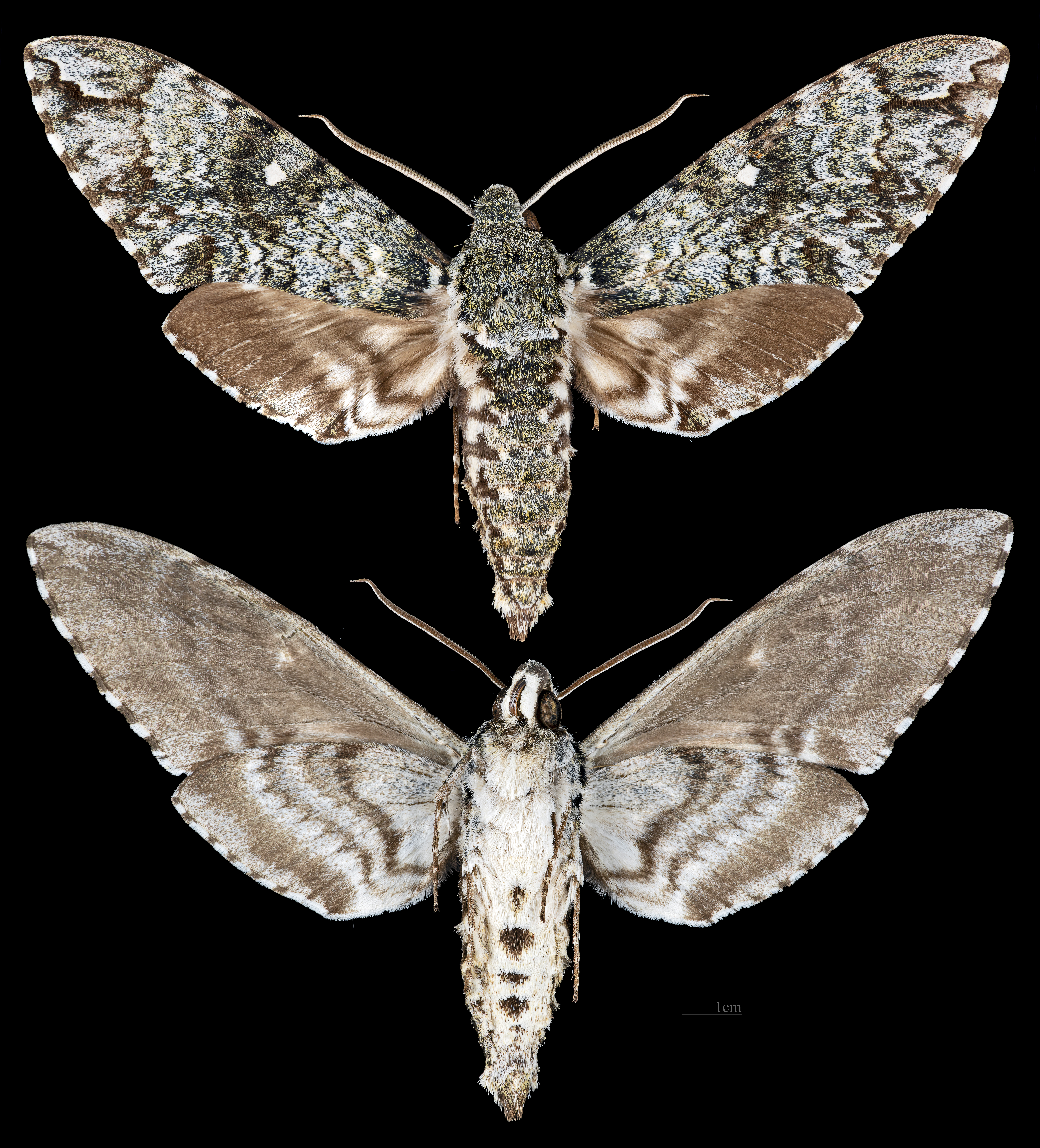
Manduca armatipes
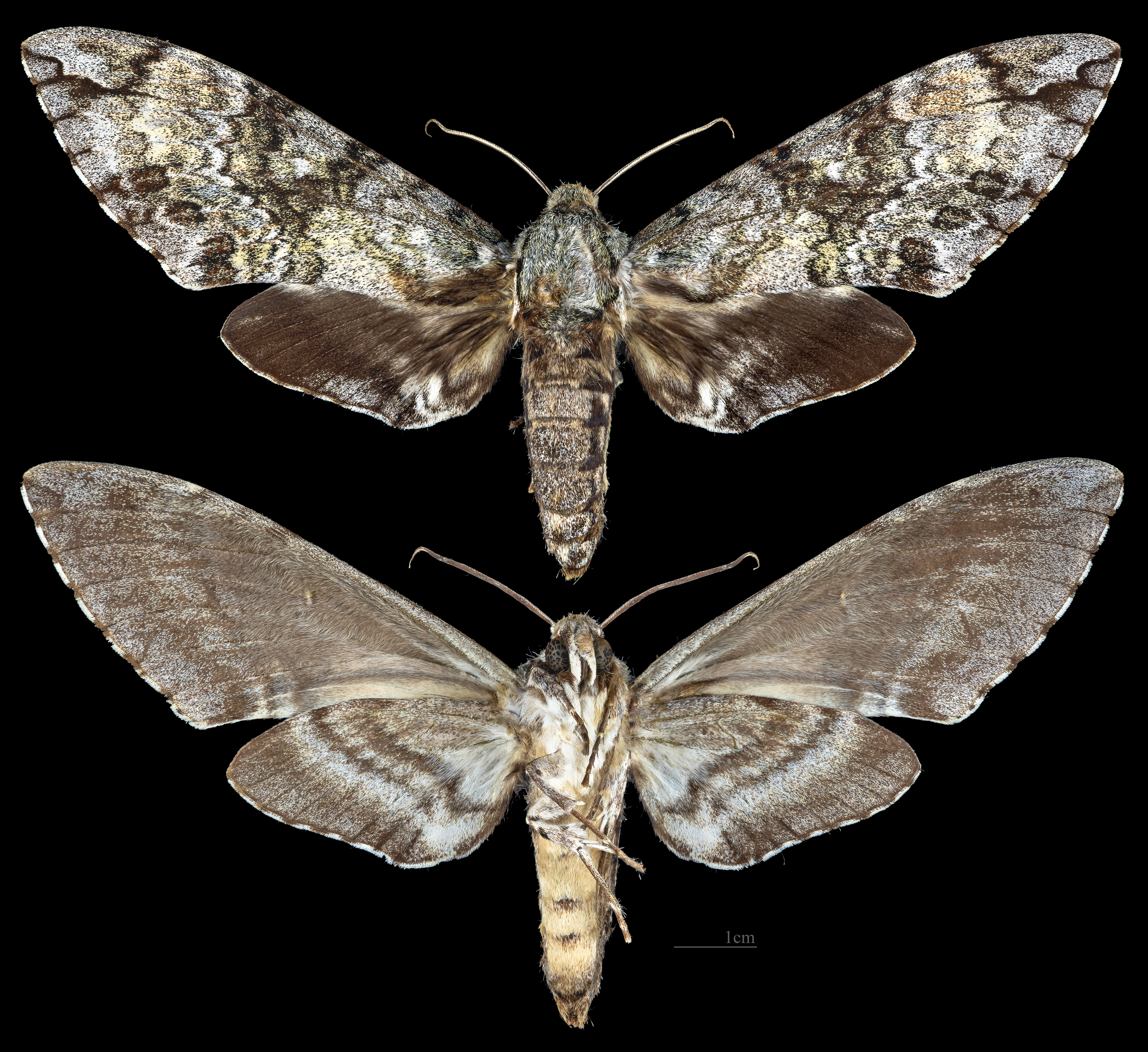
Manduca barnesi
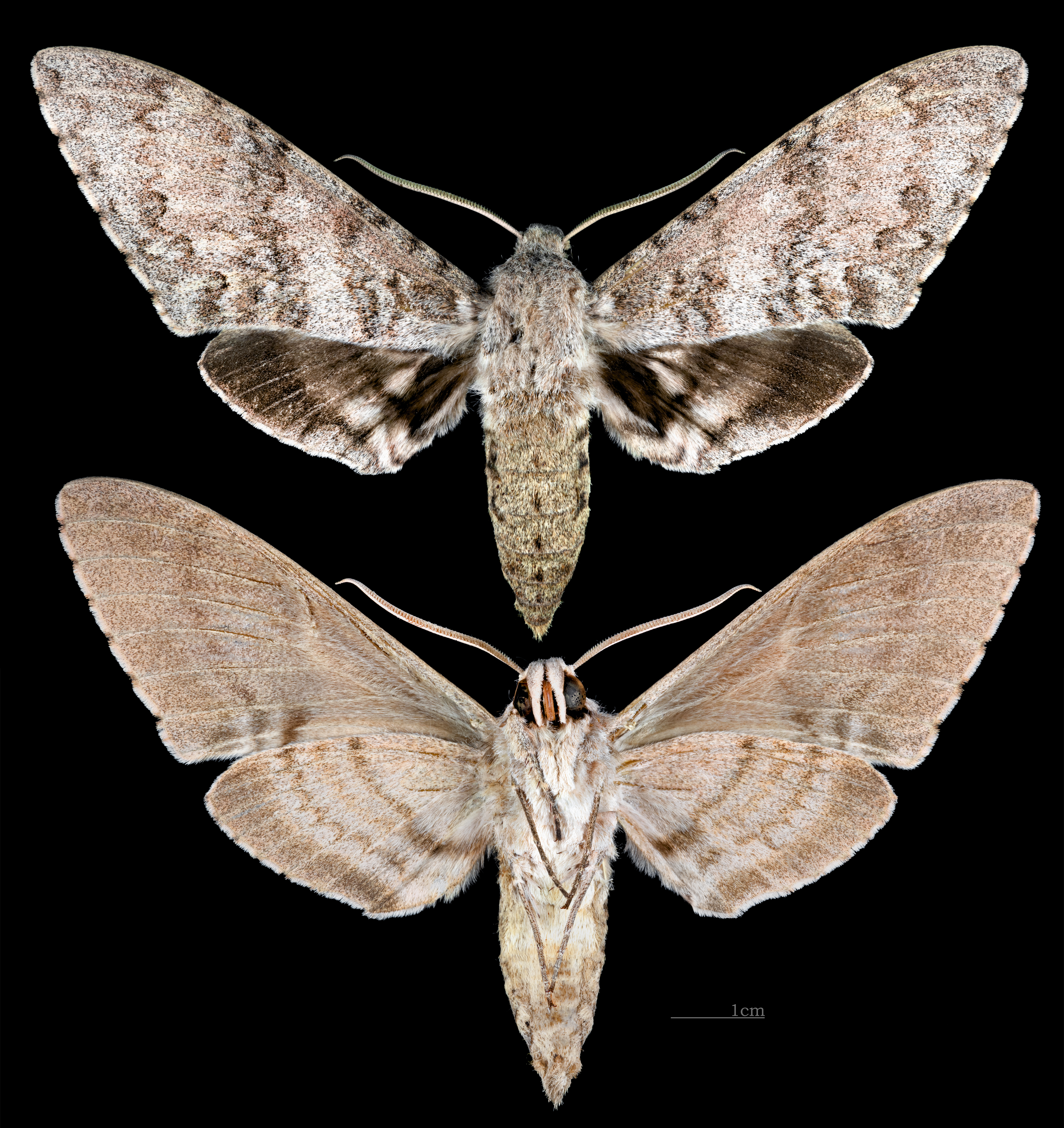
Manduca bergi
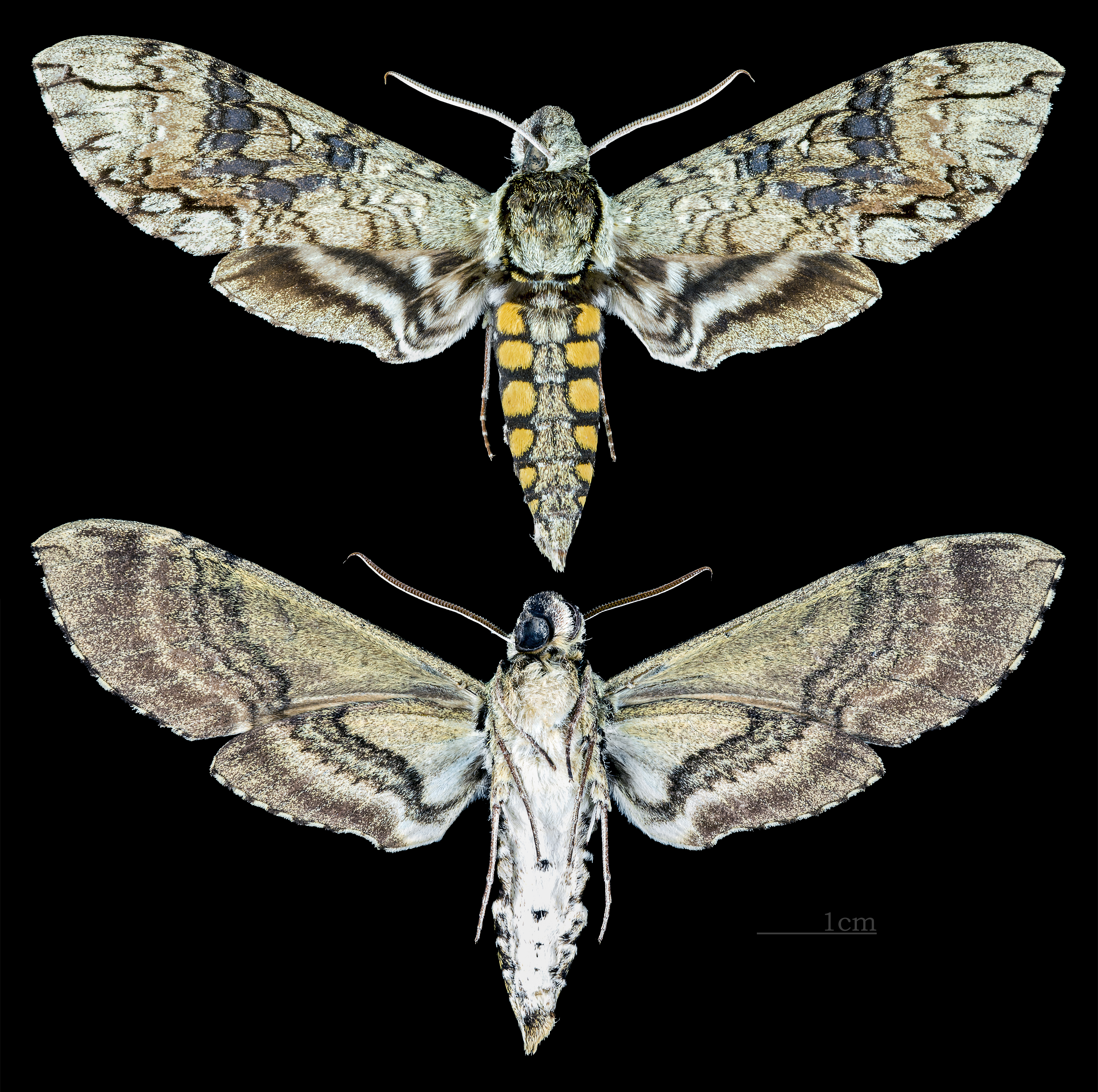
Manduca boliviana
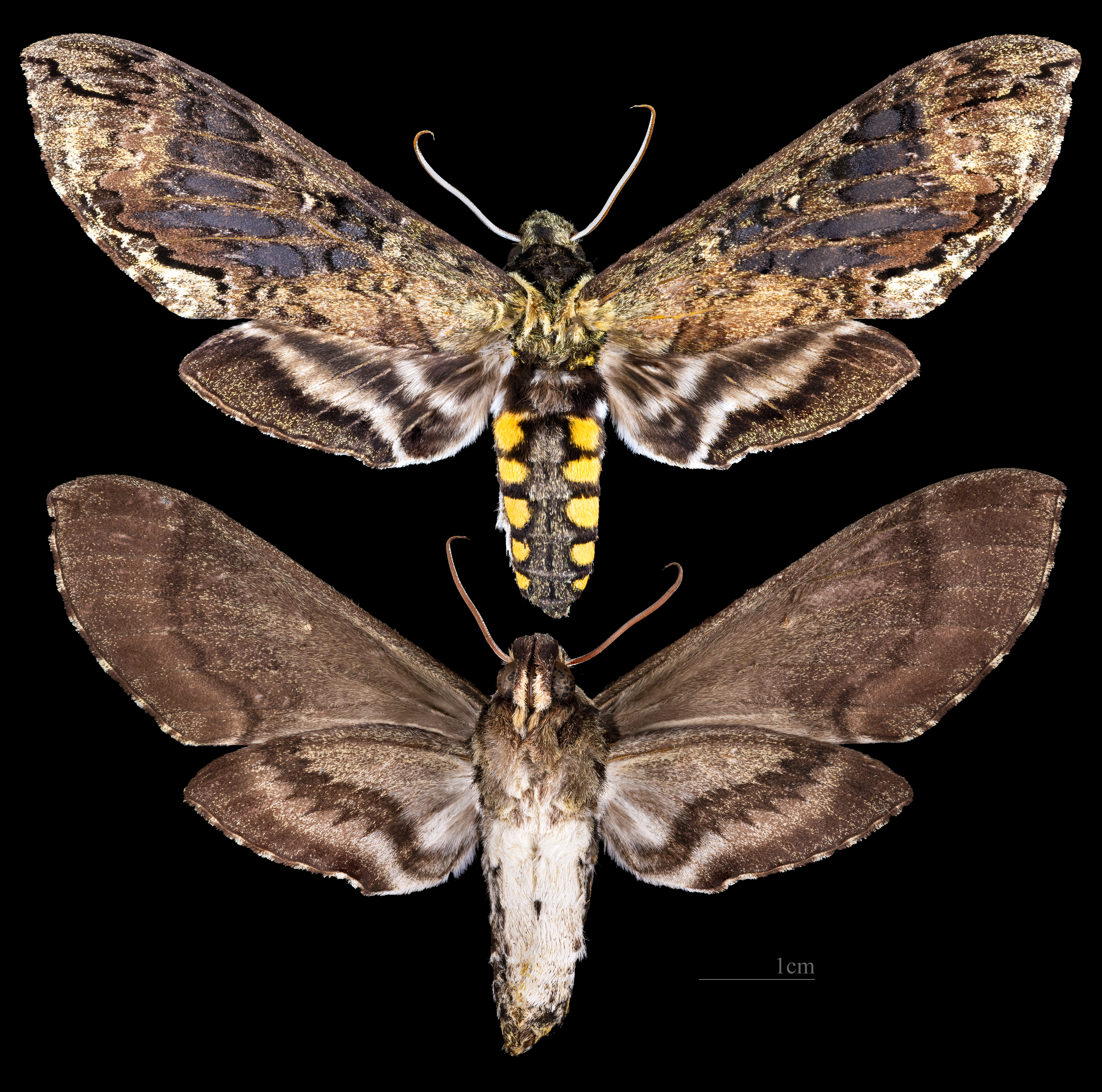
Manduca brasiliensis
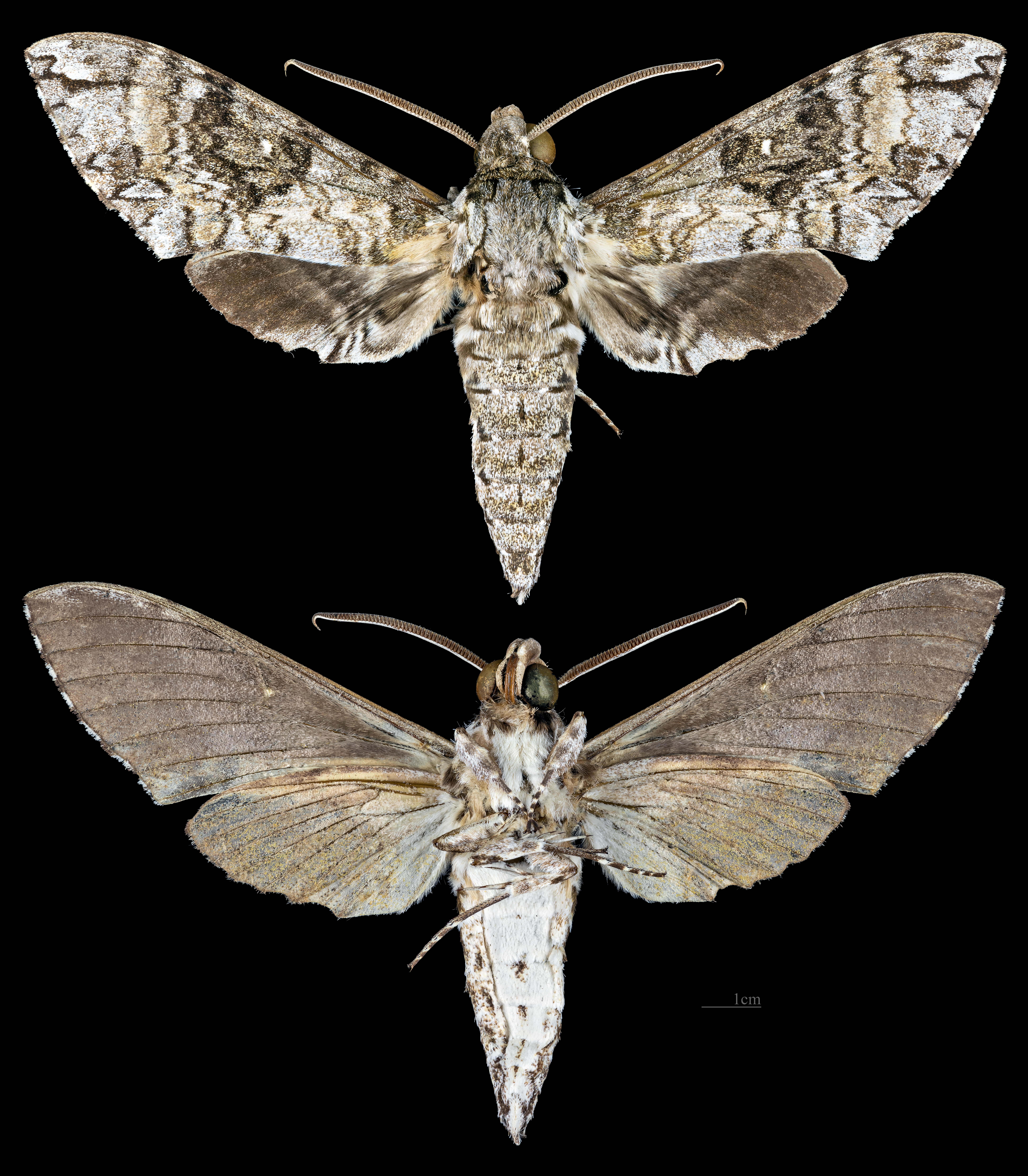
Manduca brontes
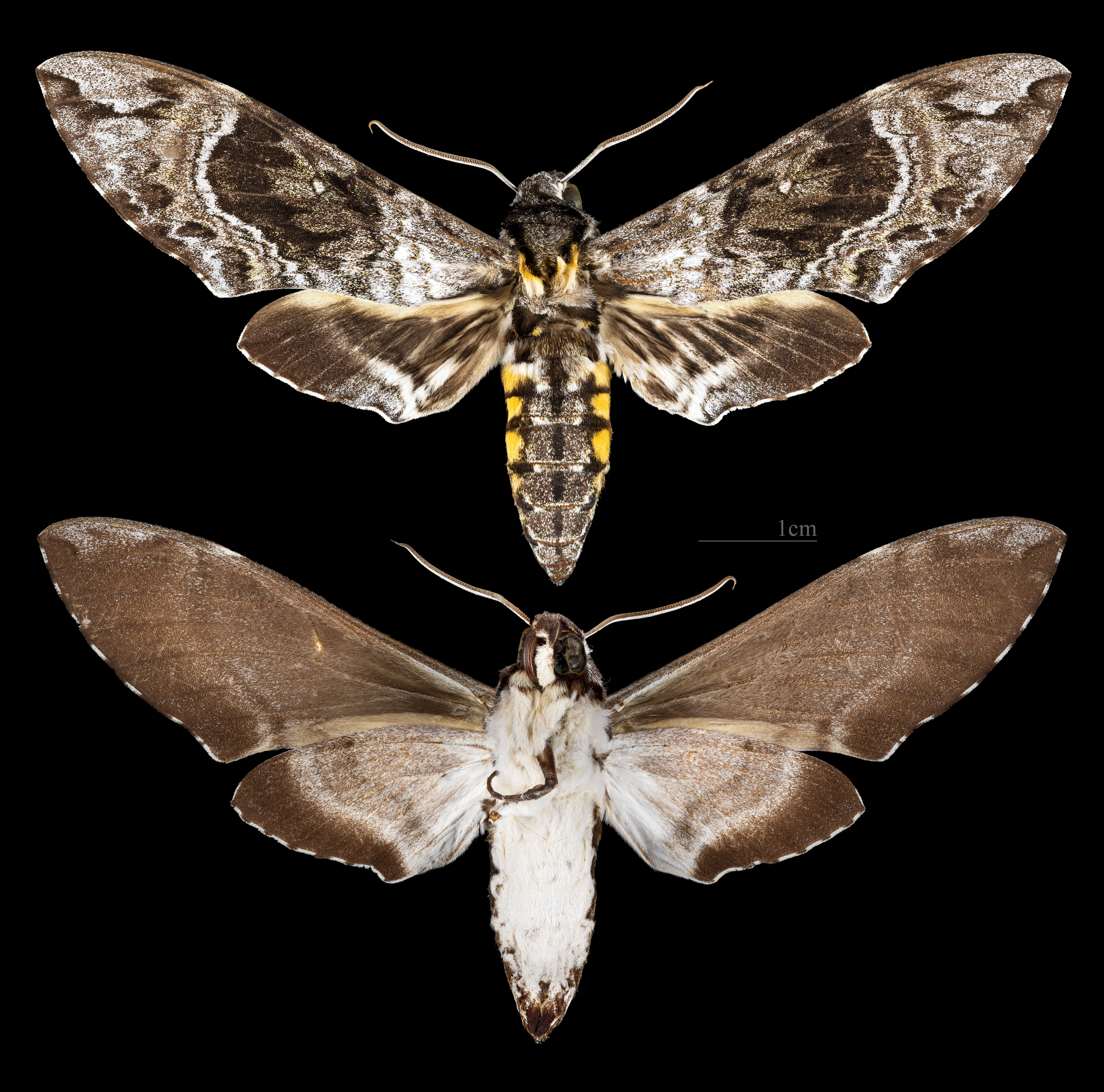
Manduca brunalba
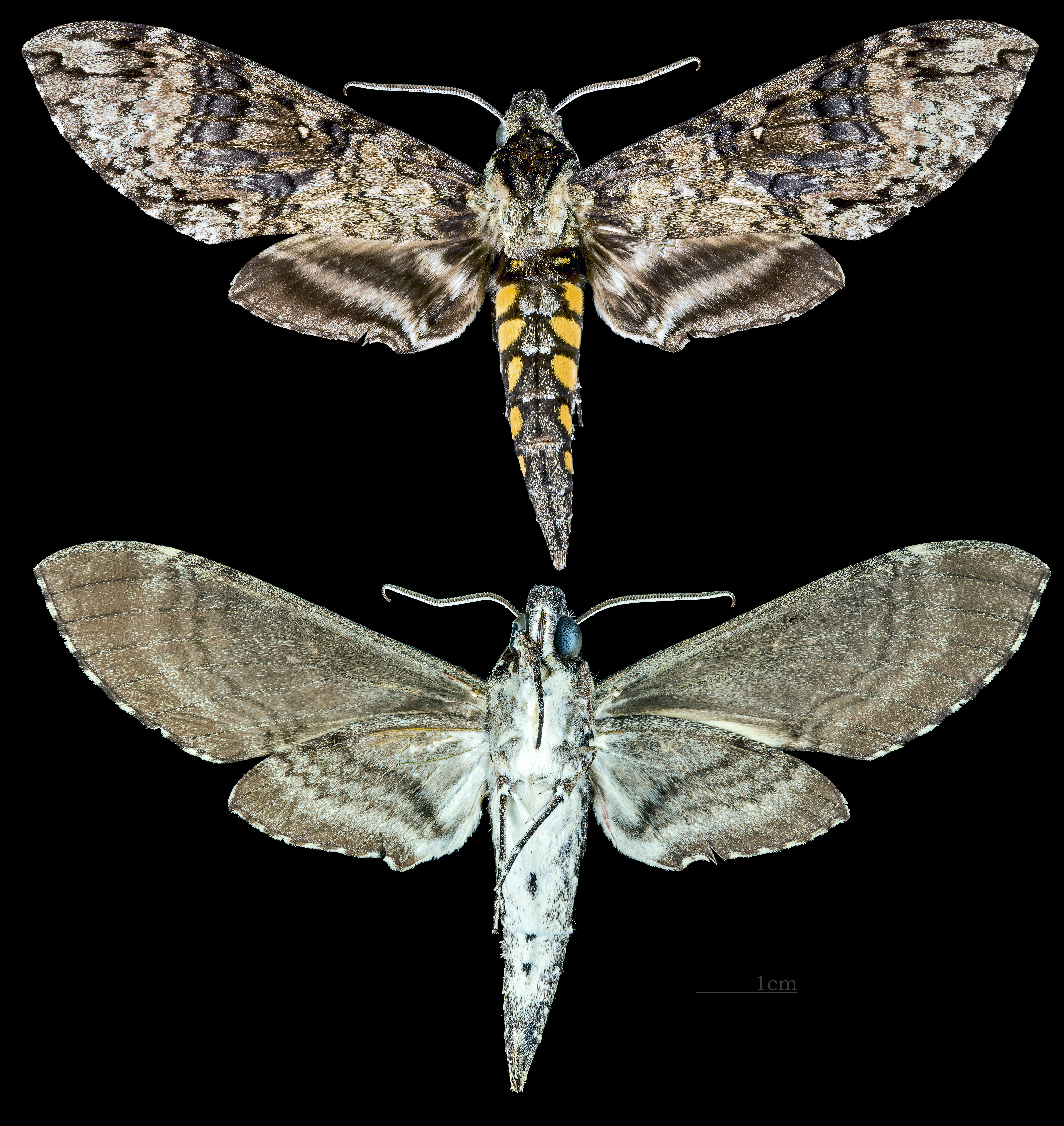
Manduca clarki
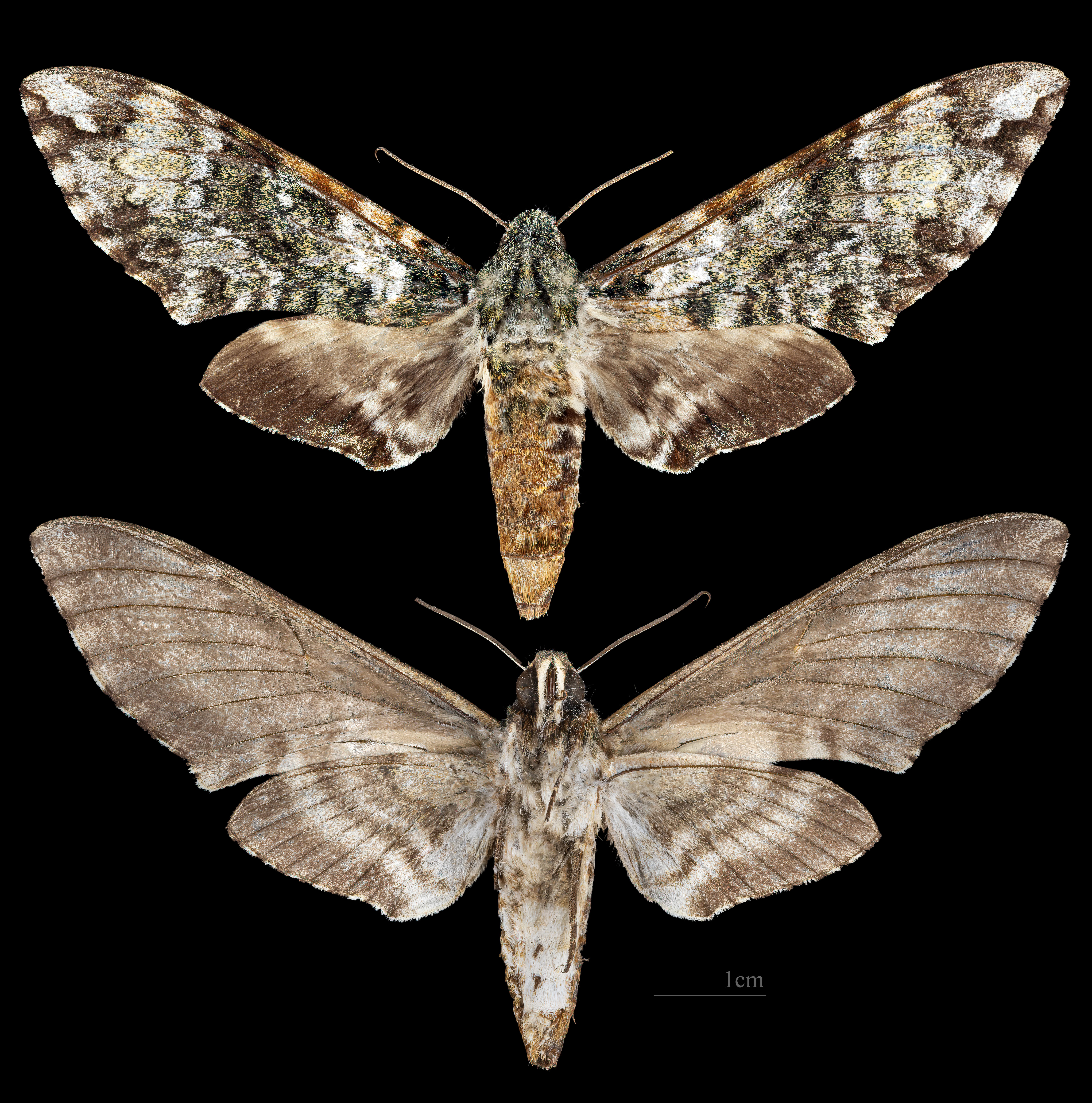
Manduca corallina
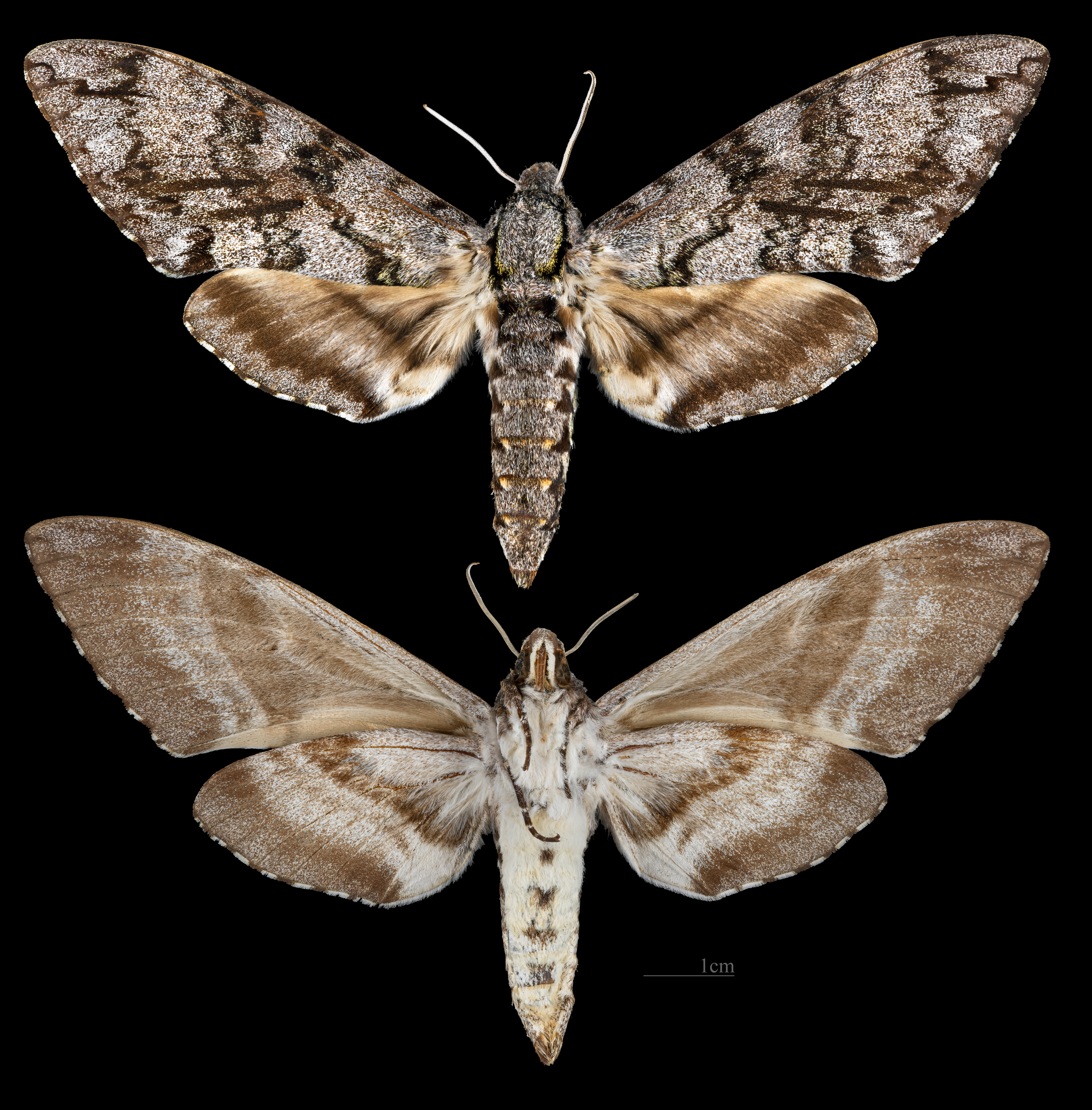
Manduca corumbensis
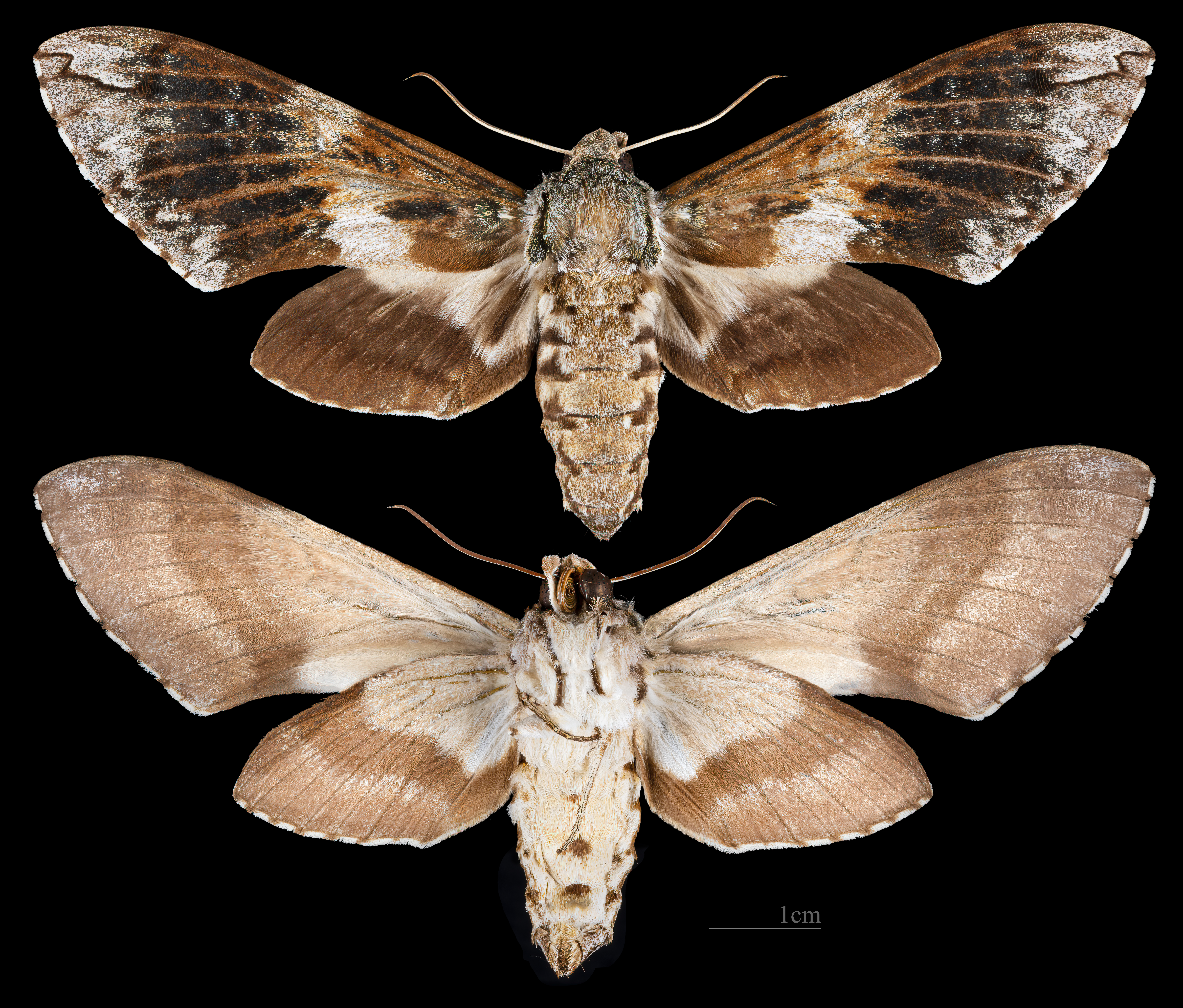
Manduca crocala
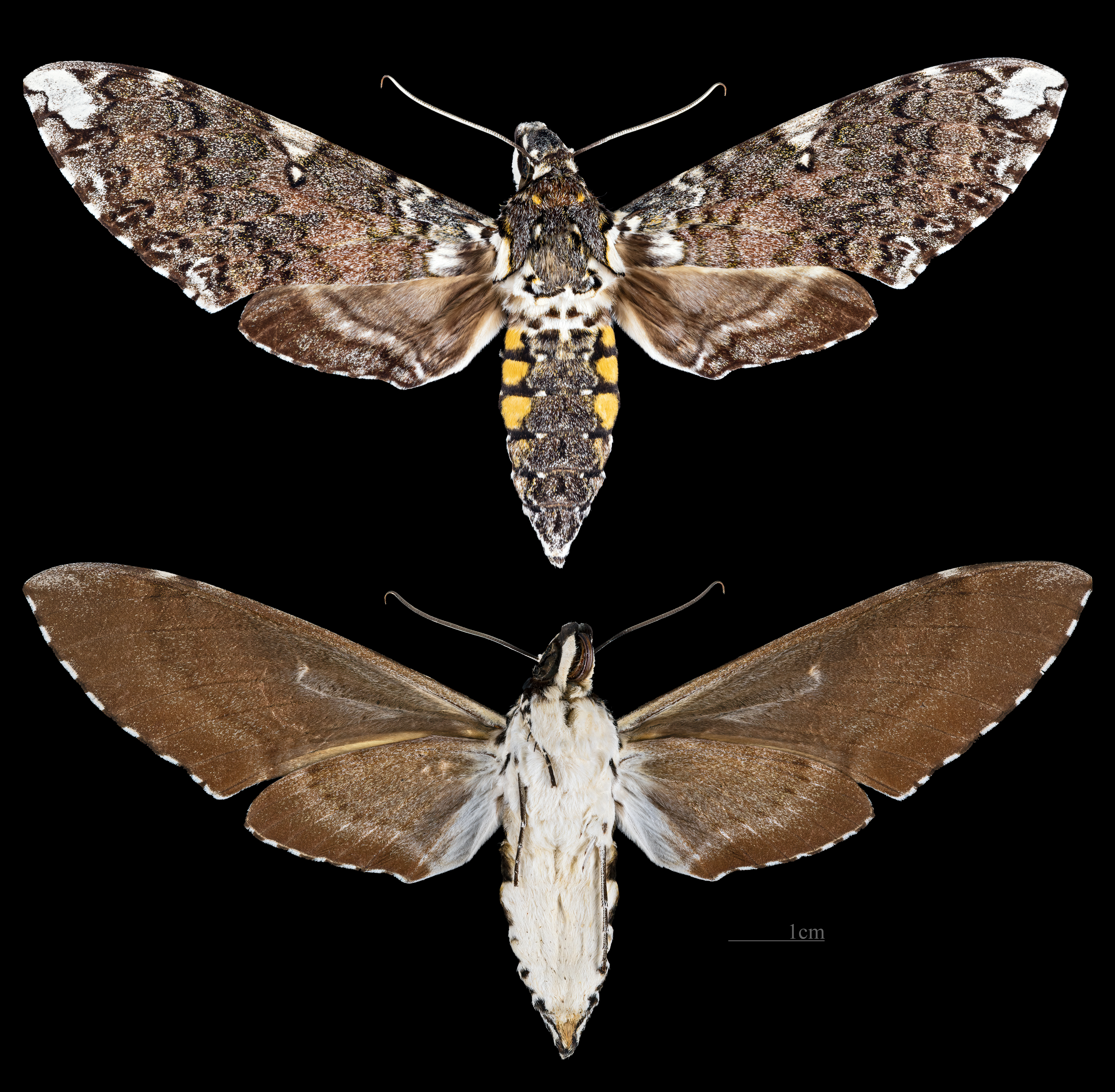
Manduca dalica
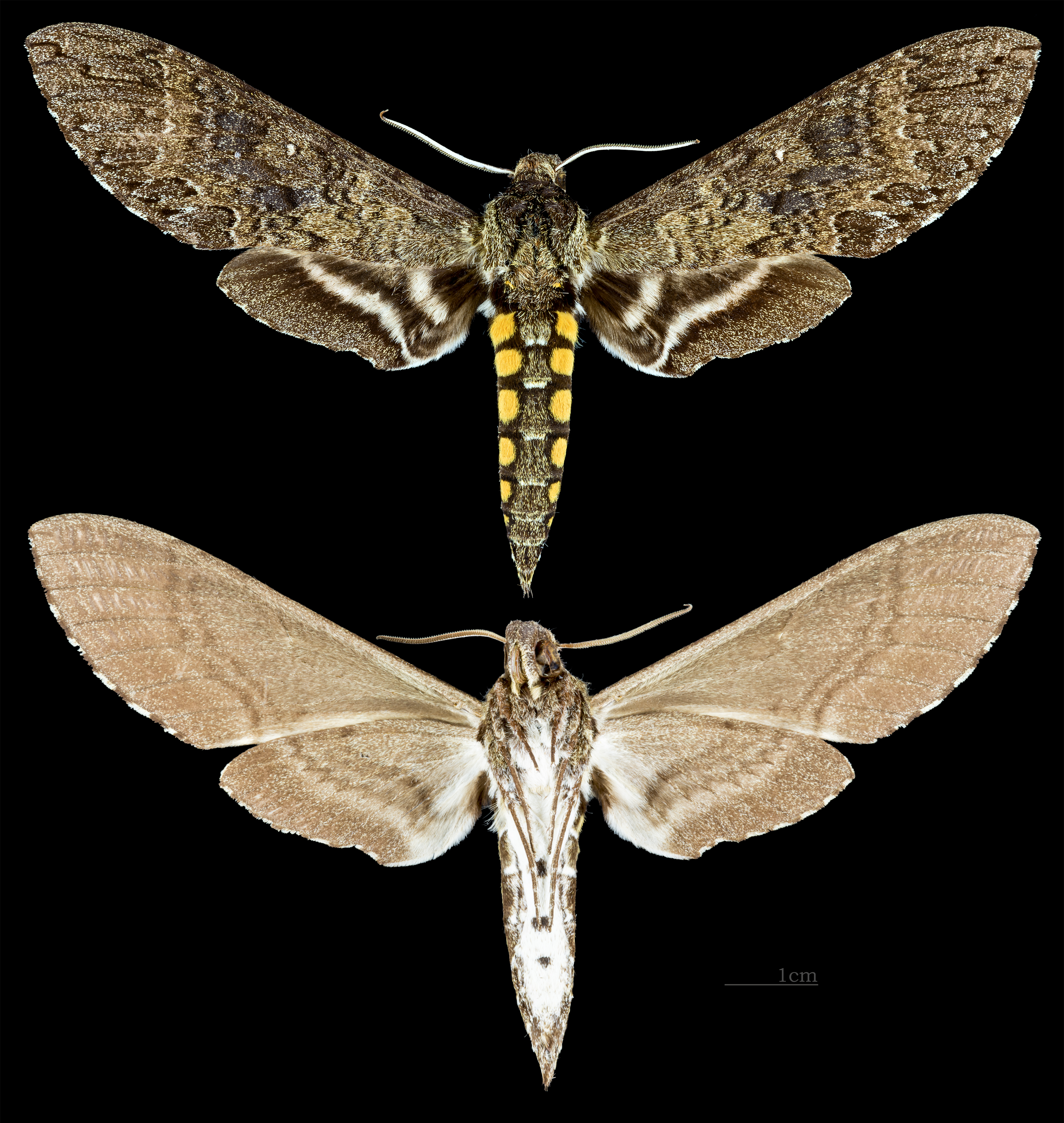
Manduca diffissa
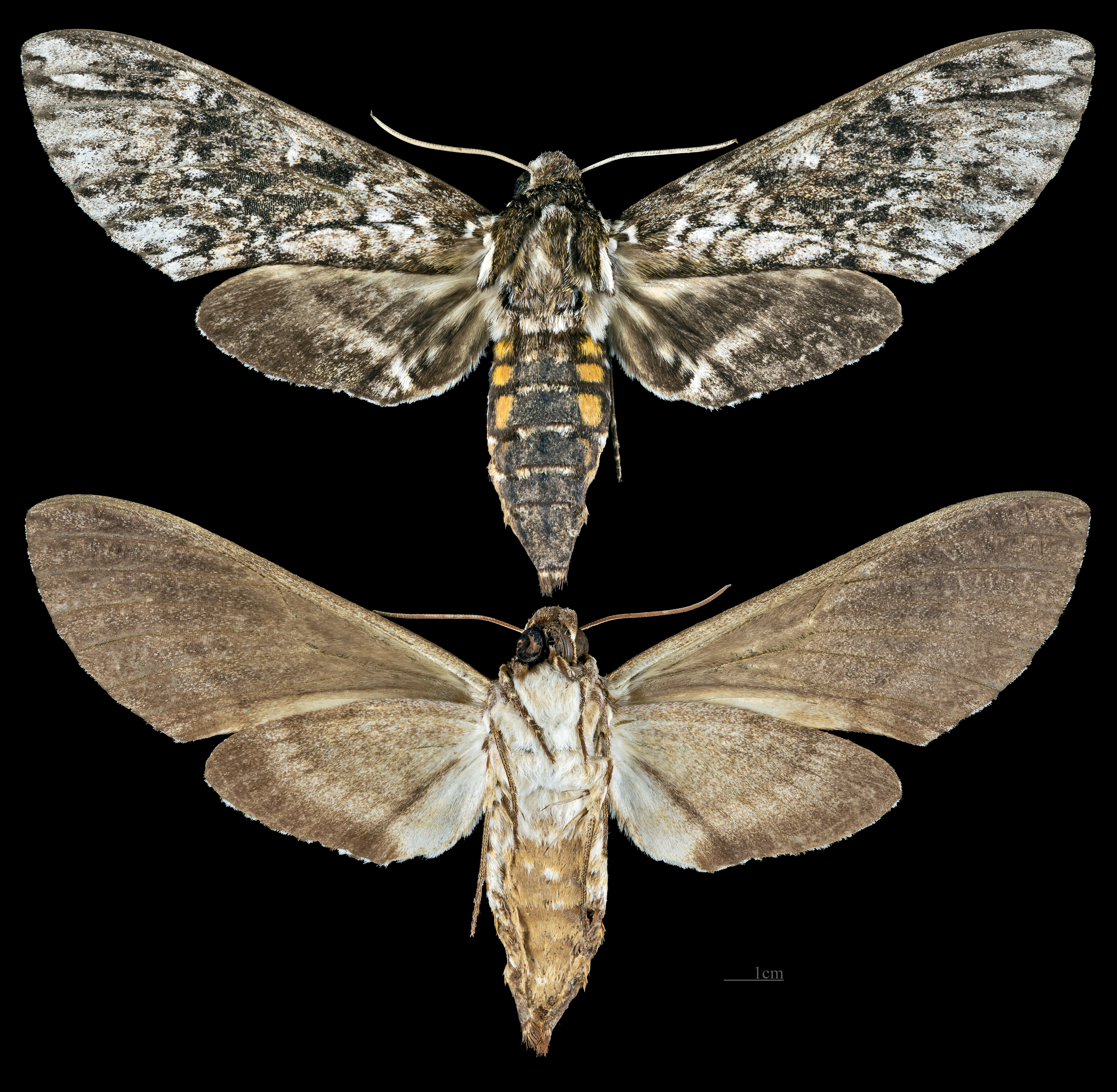
Manduca dilucida
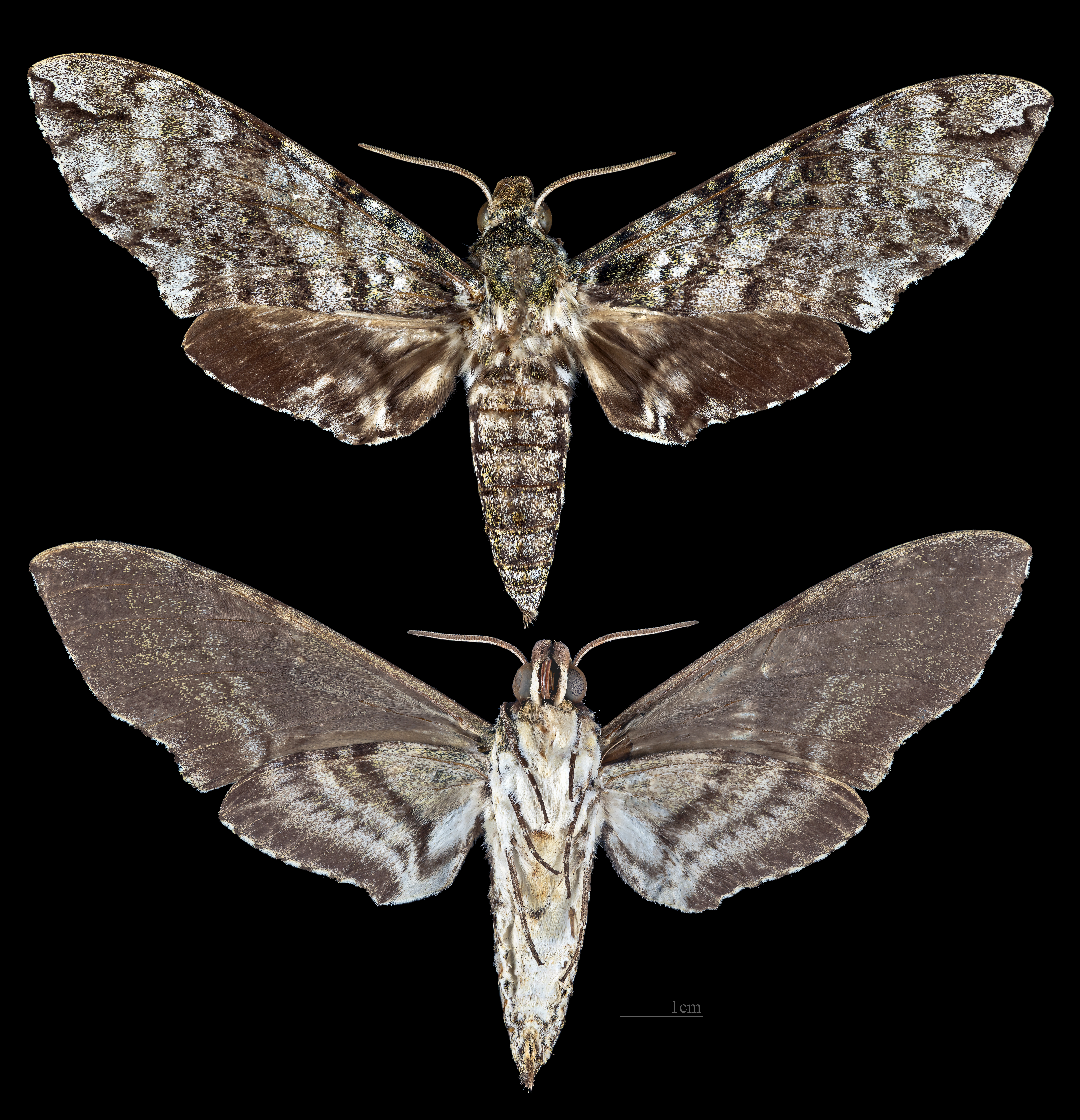
Manduca extrema
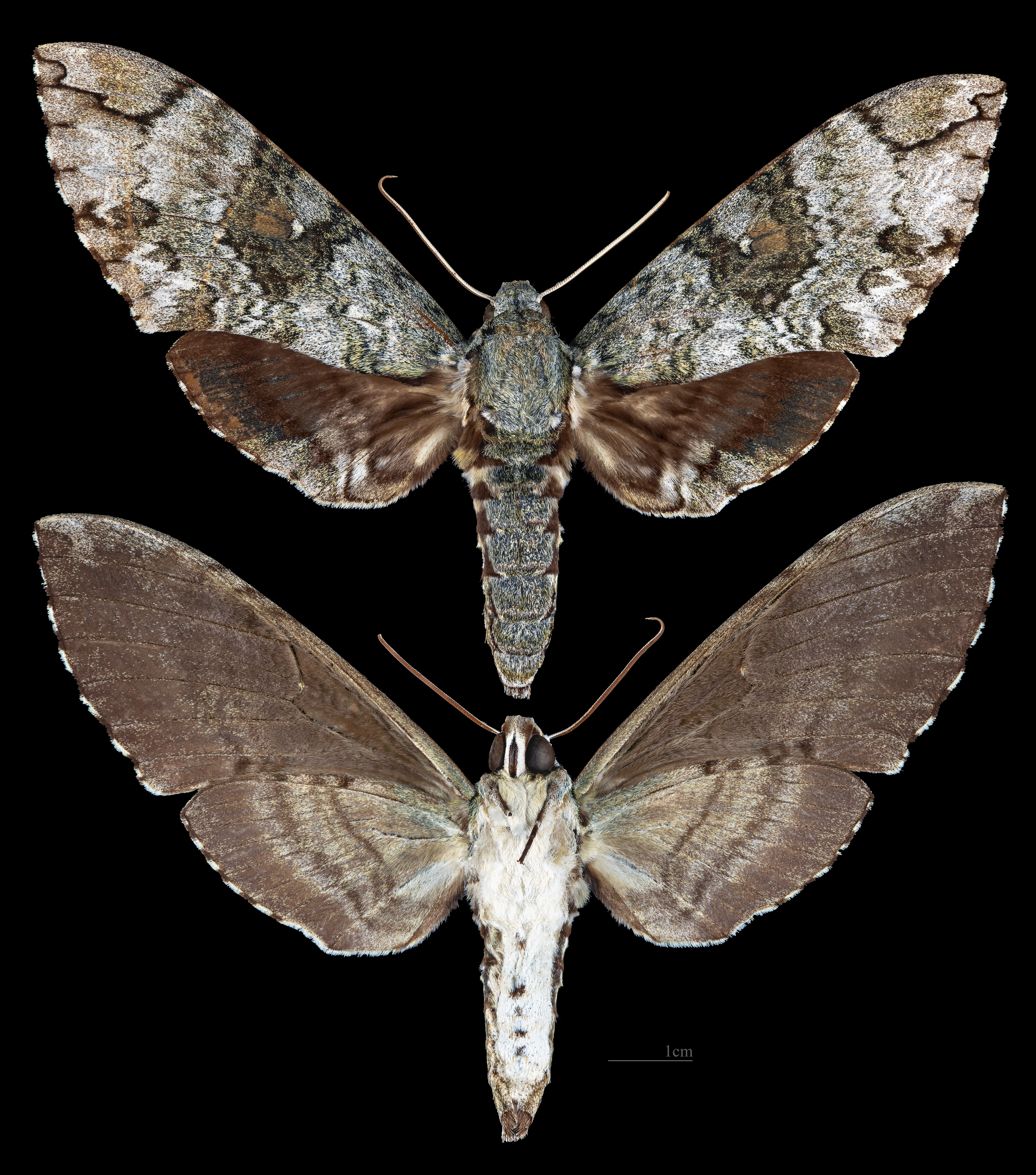
Manduca florestan
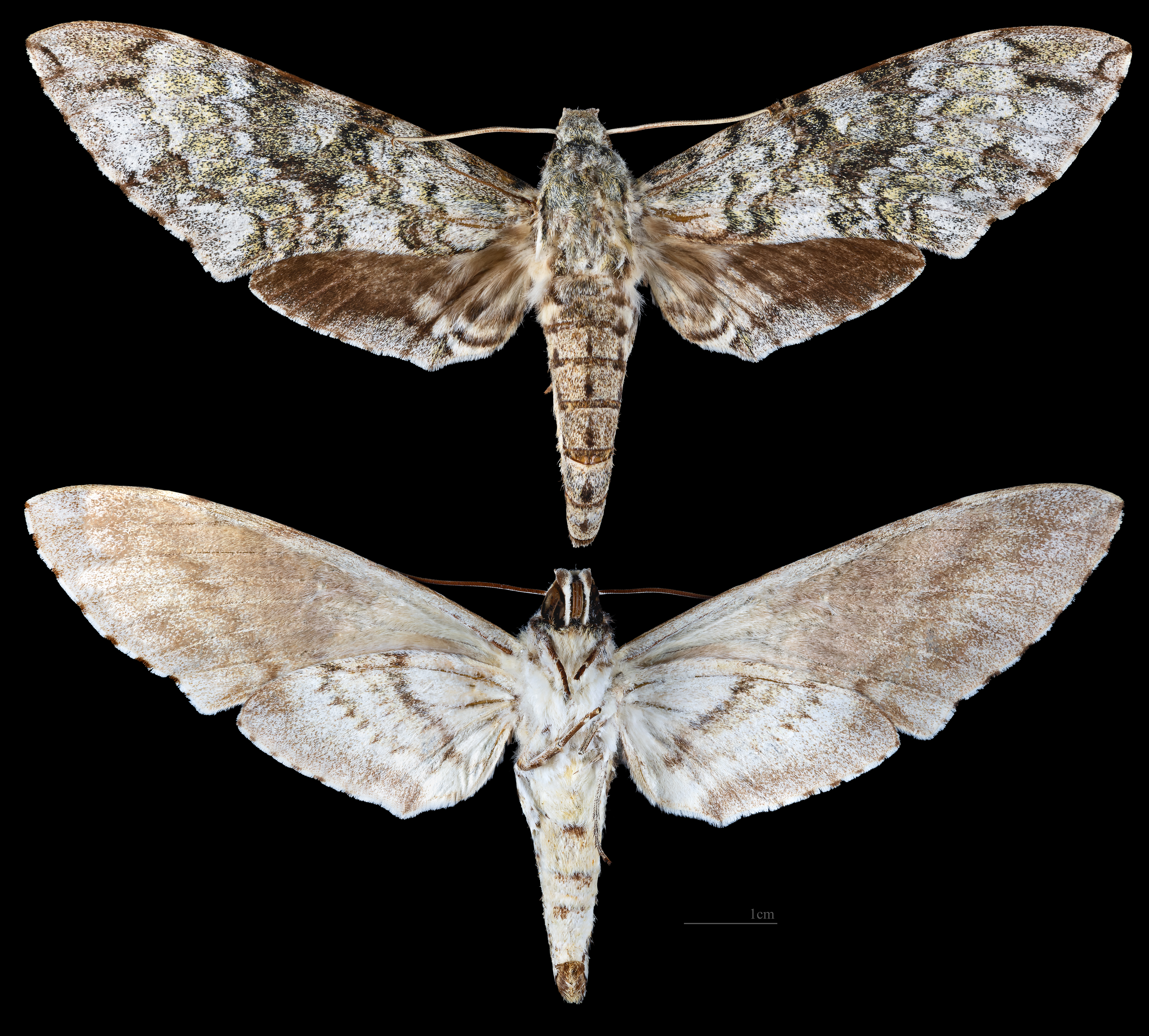
Manduca franciscae
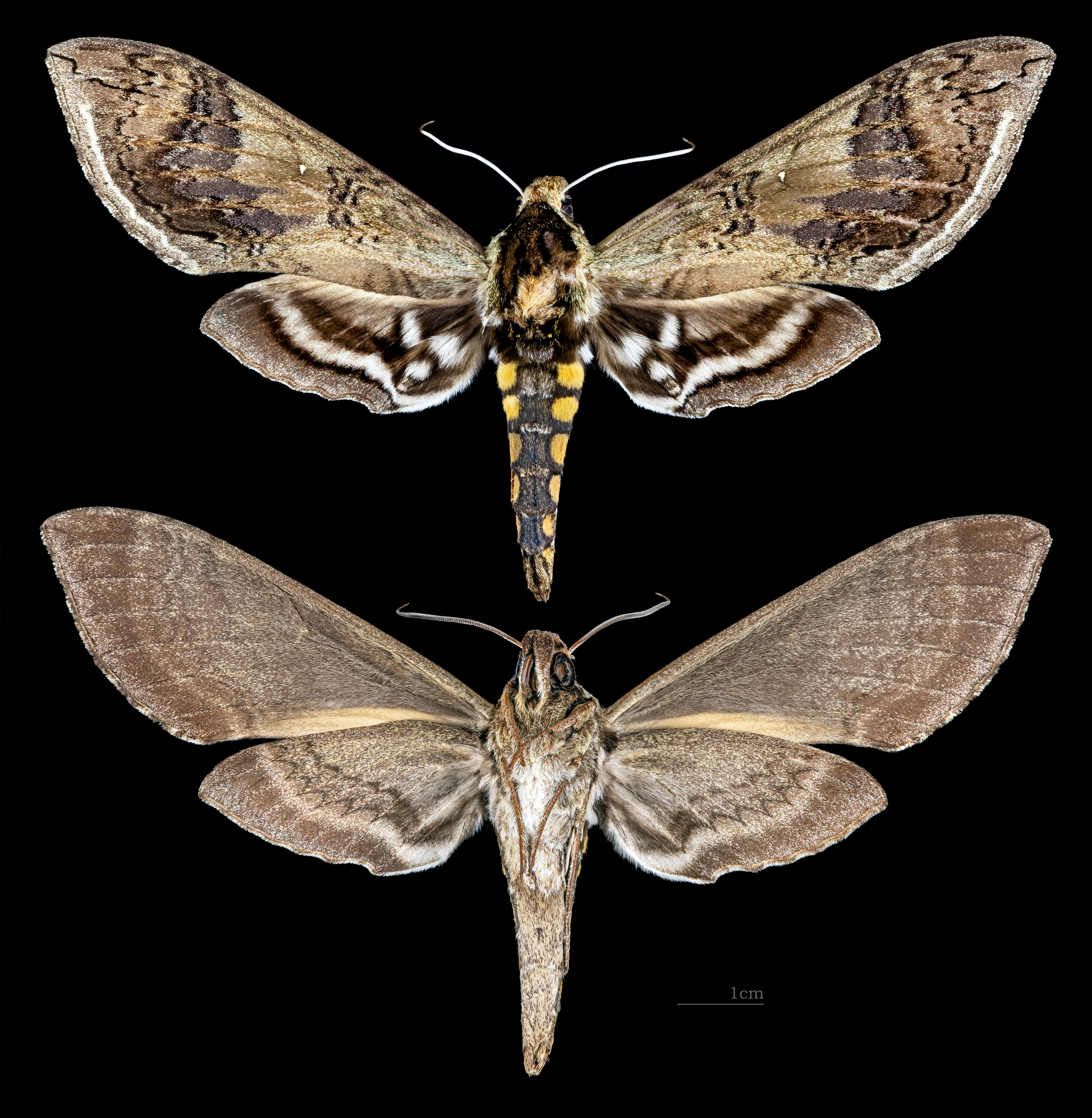
Manduca hannibal
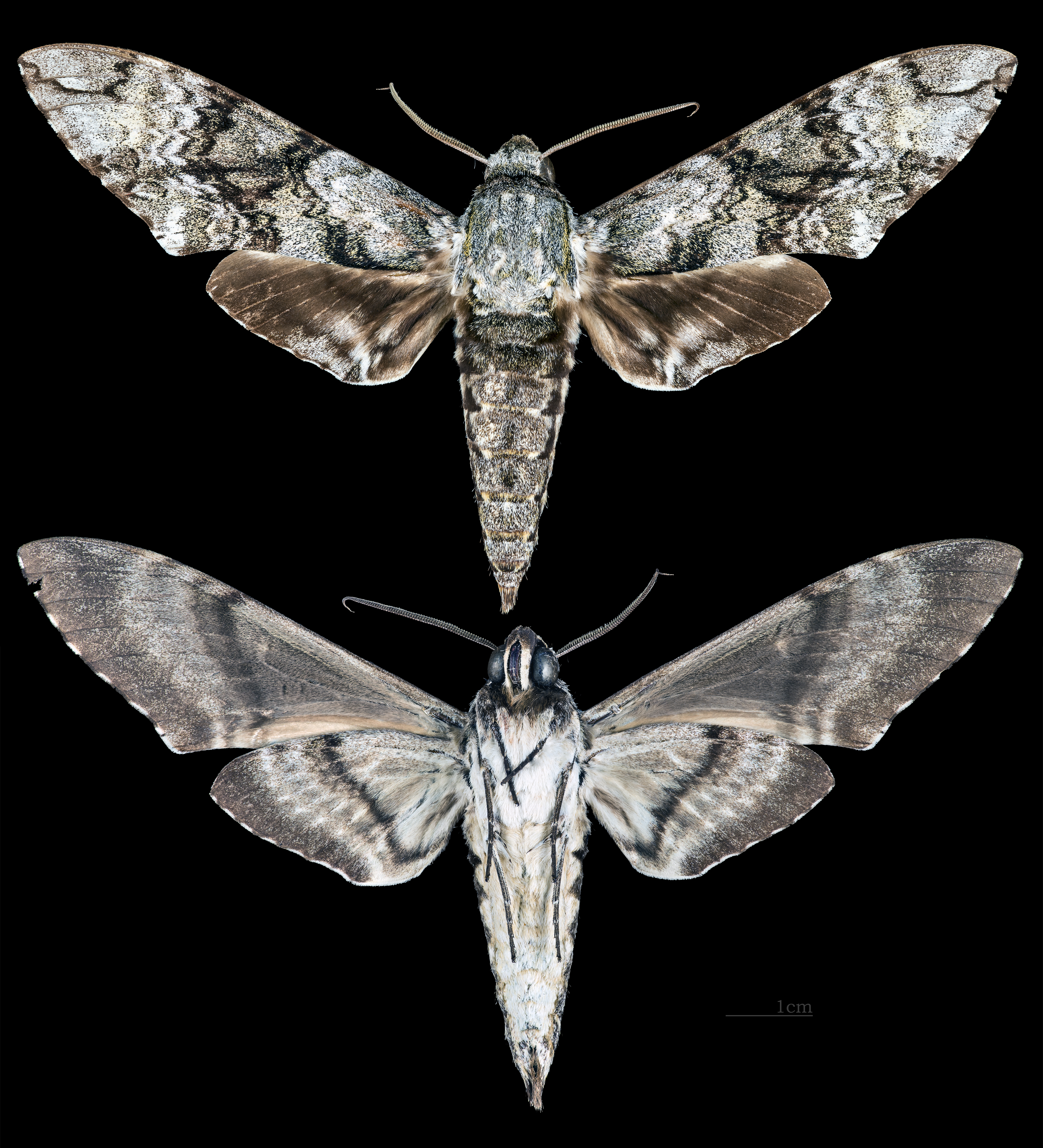
Manduca huascara
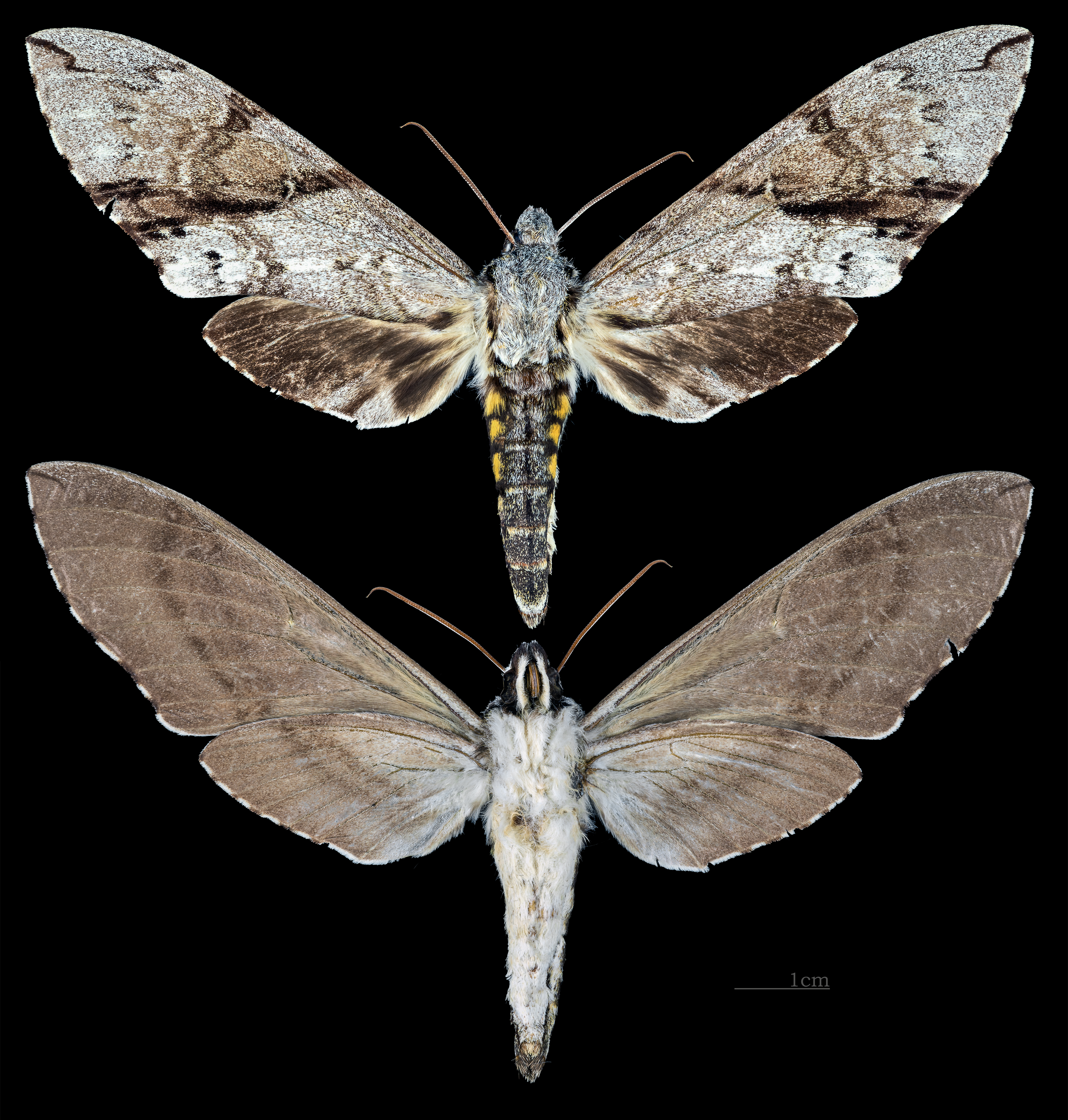
Manduca incisa
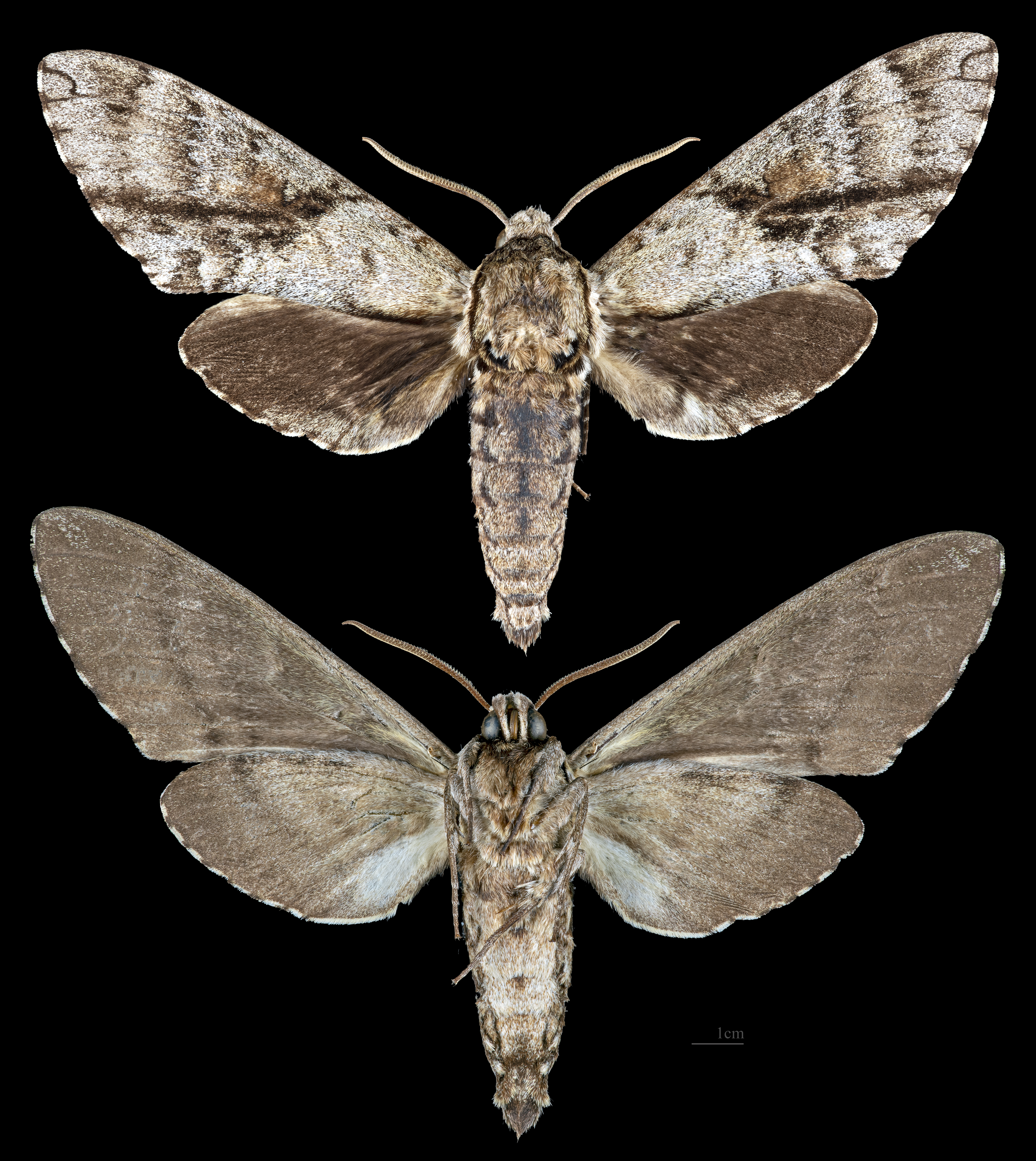
Manduca jasminearum
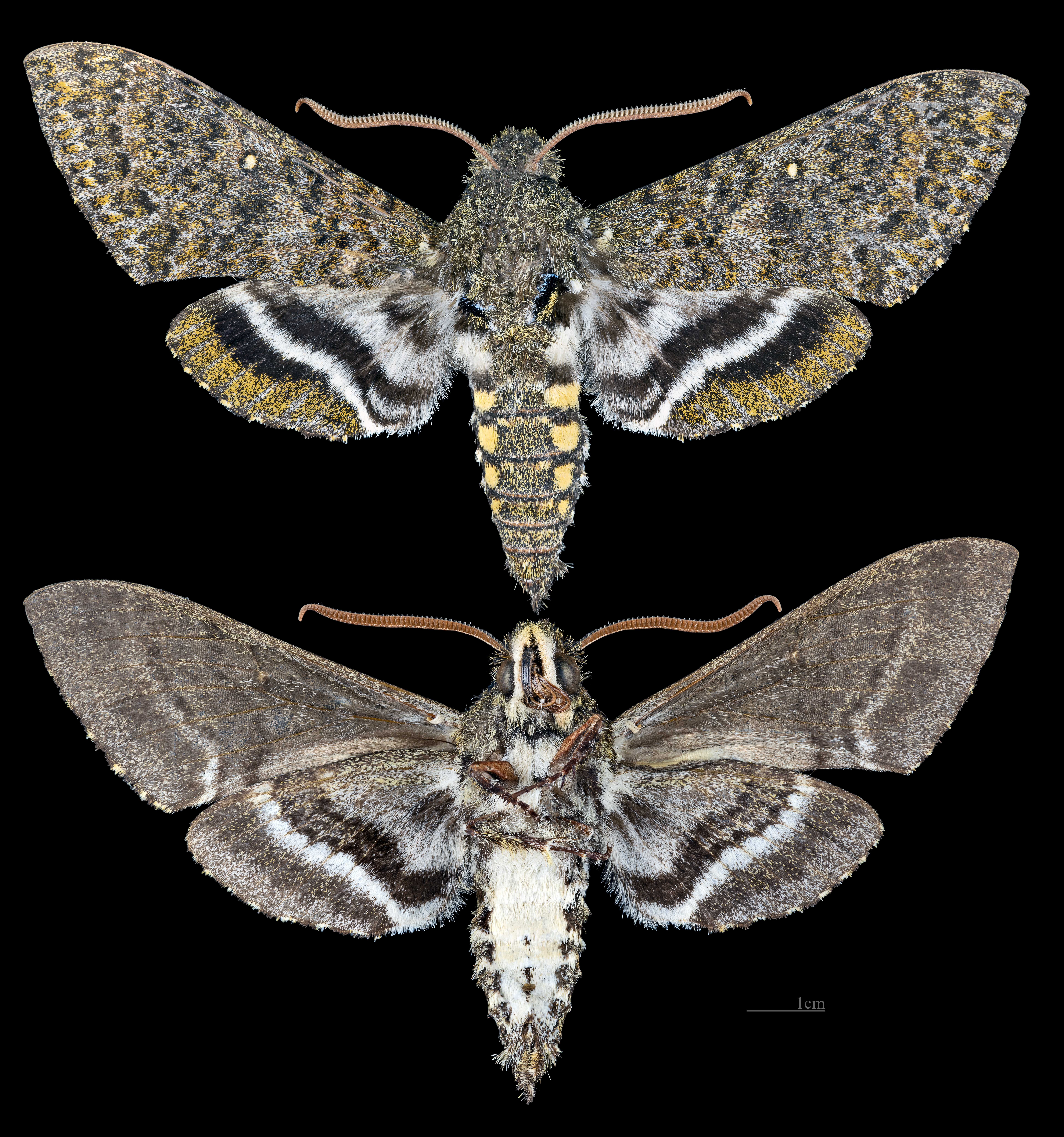
Manduca jordani
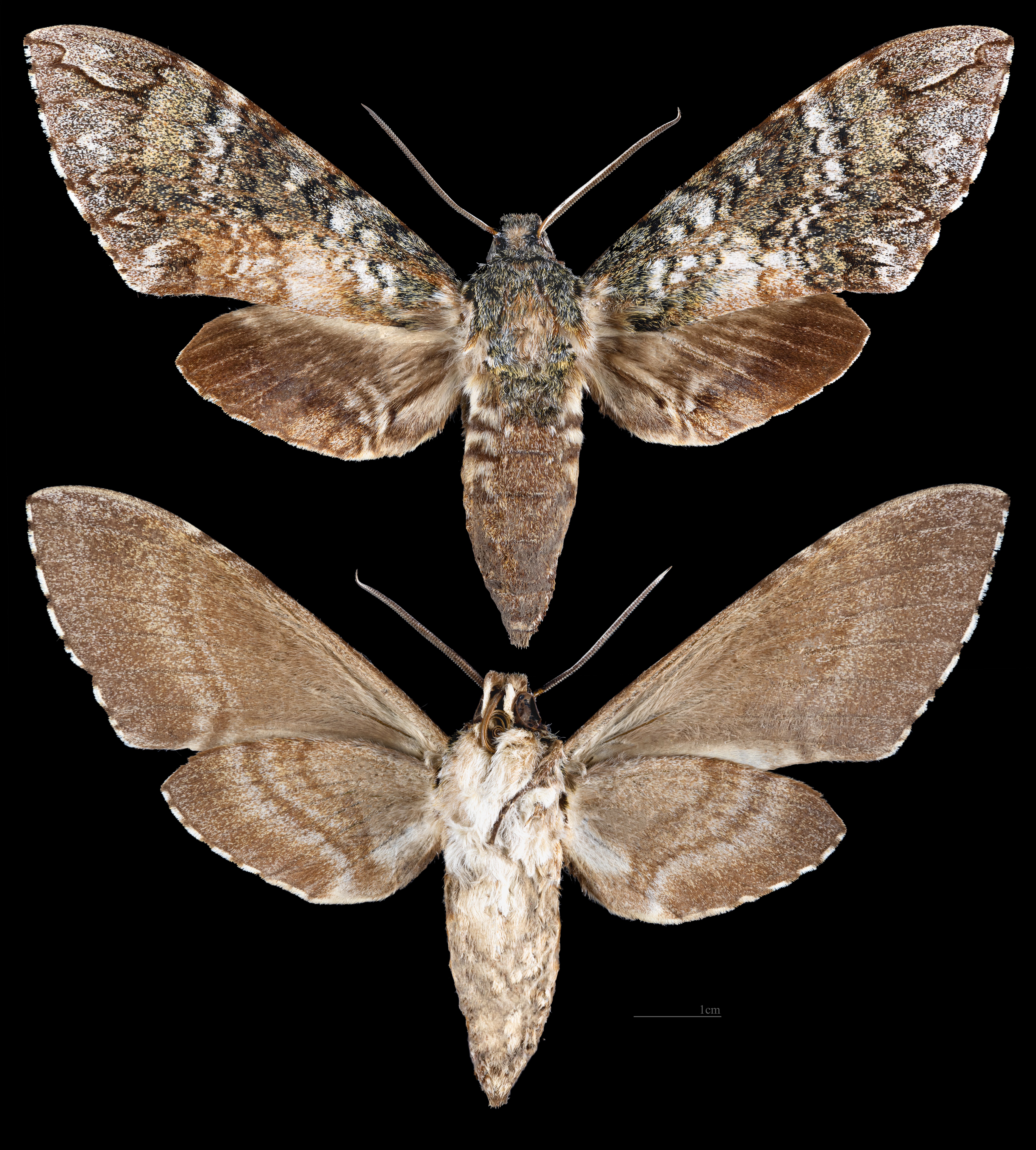
Manduca lanuginosa
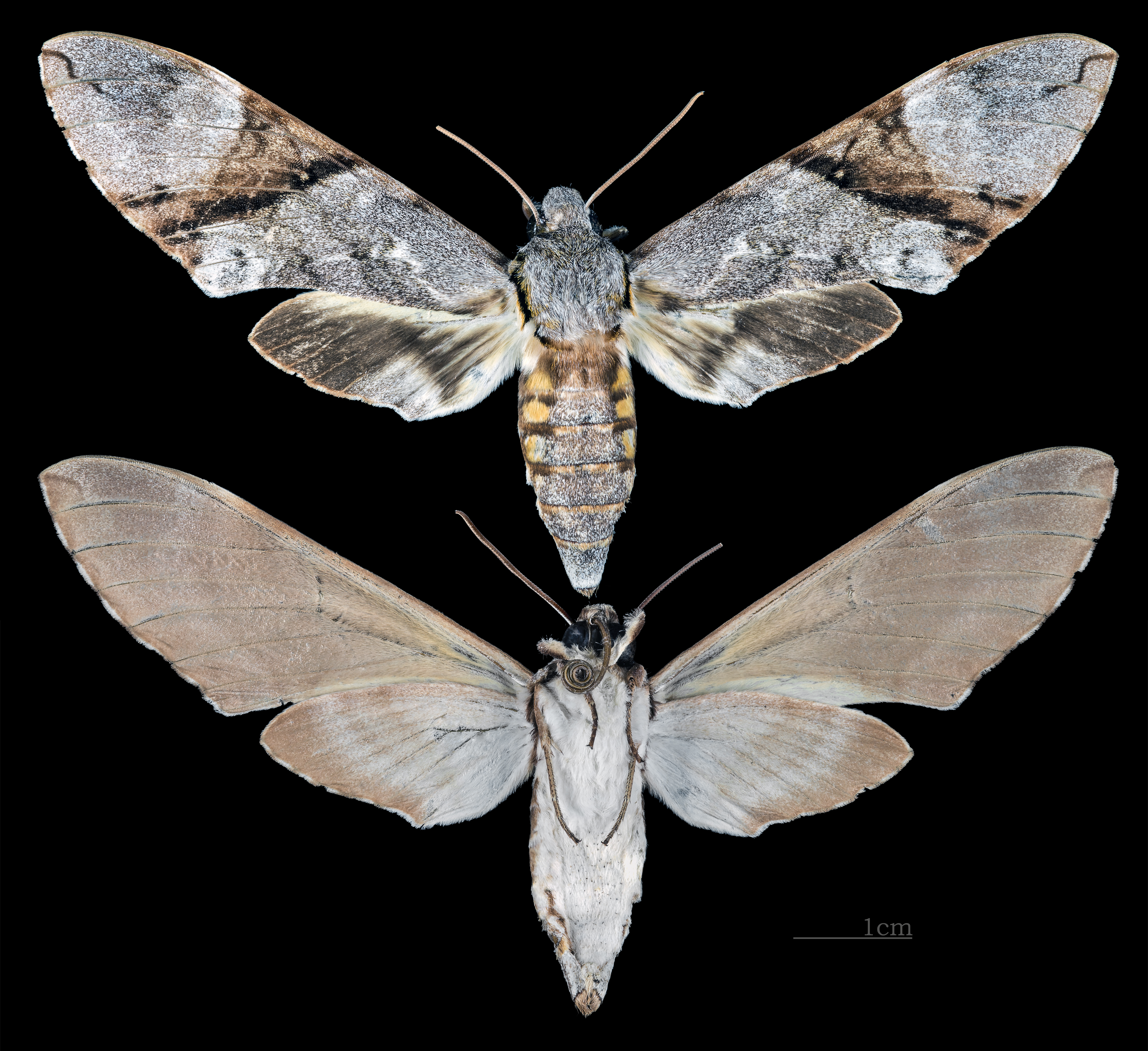
Manduca lefeburii
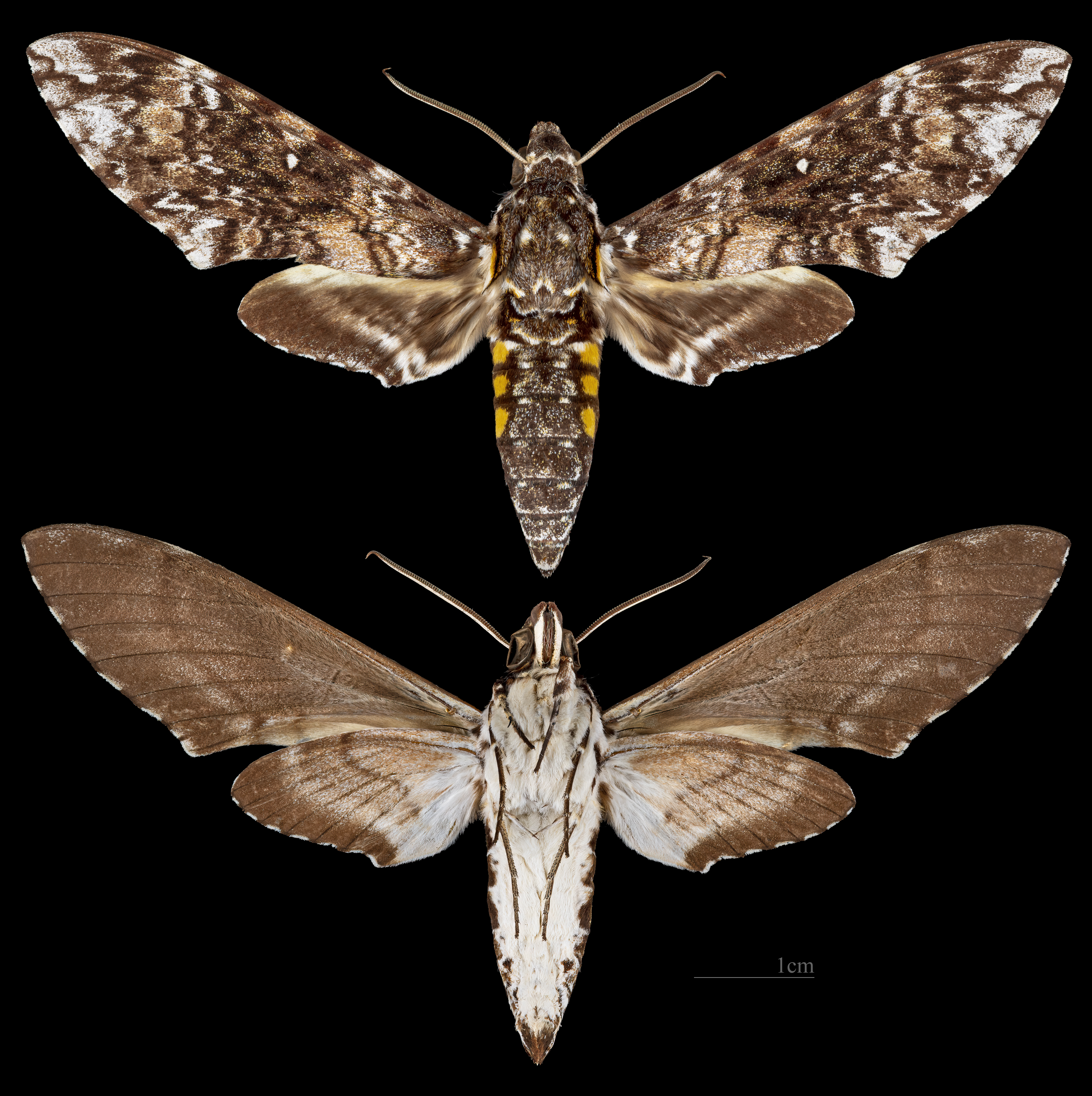
Manduca leucospila
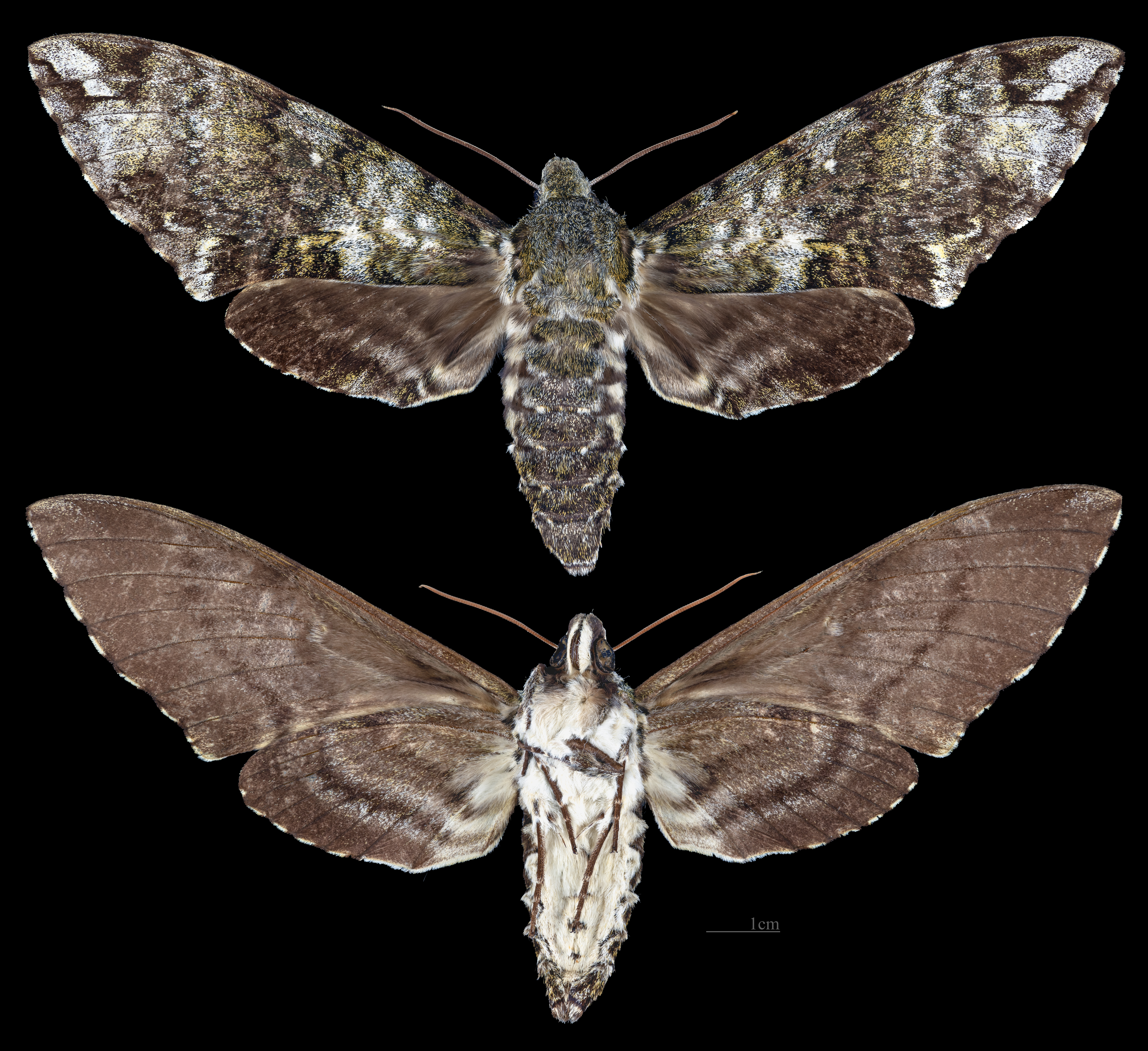
Manduca lichenea
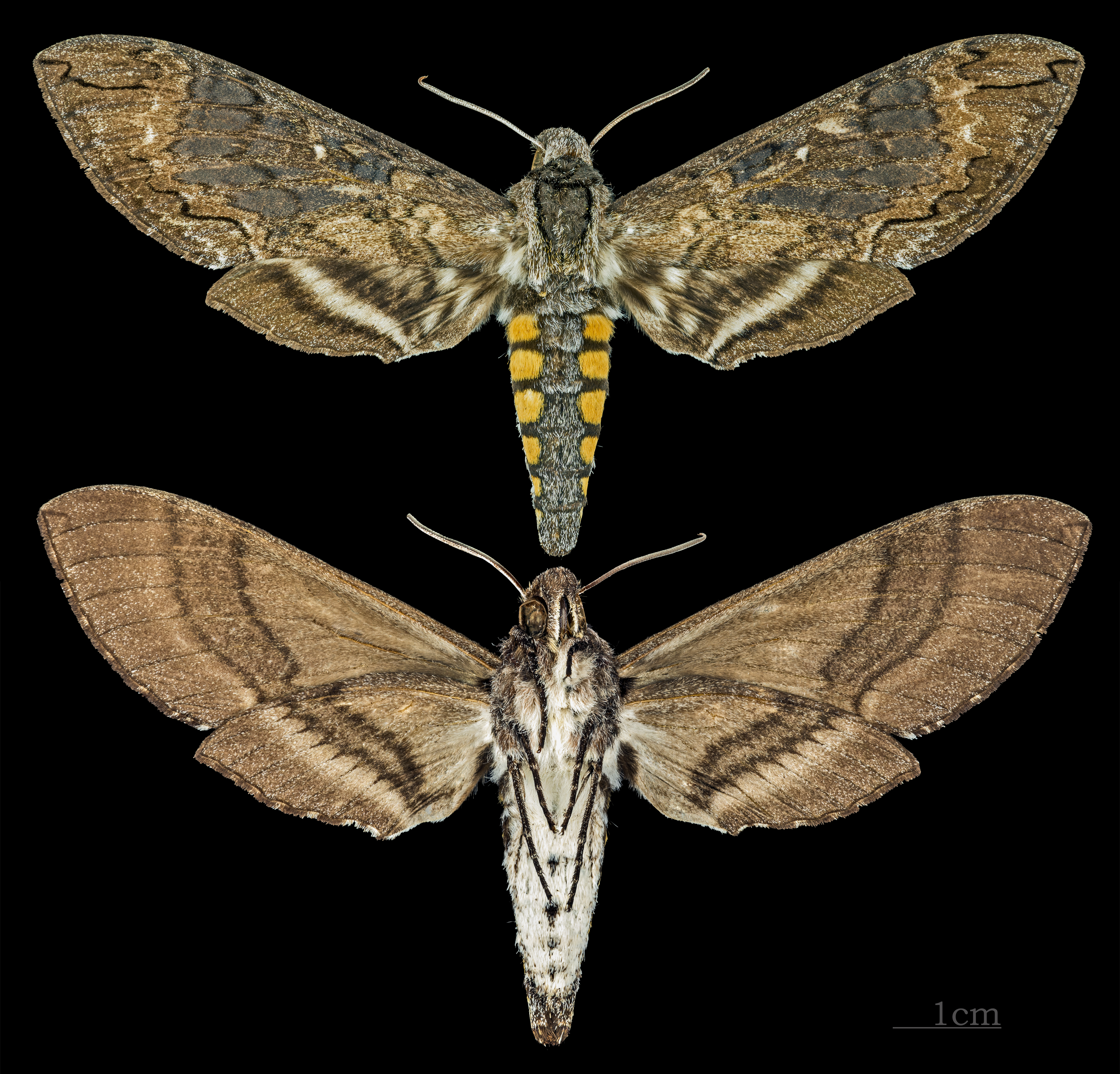
Manduca lucetius
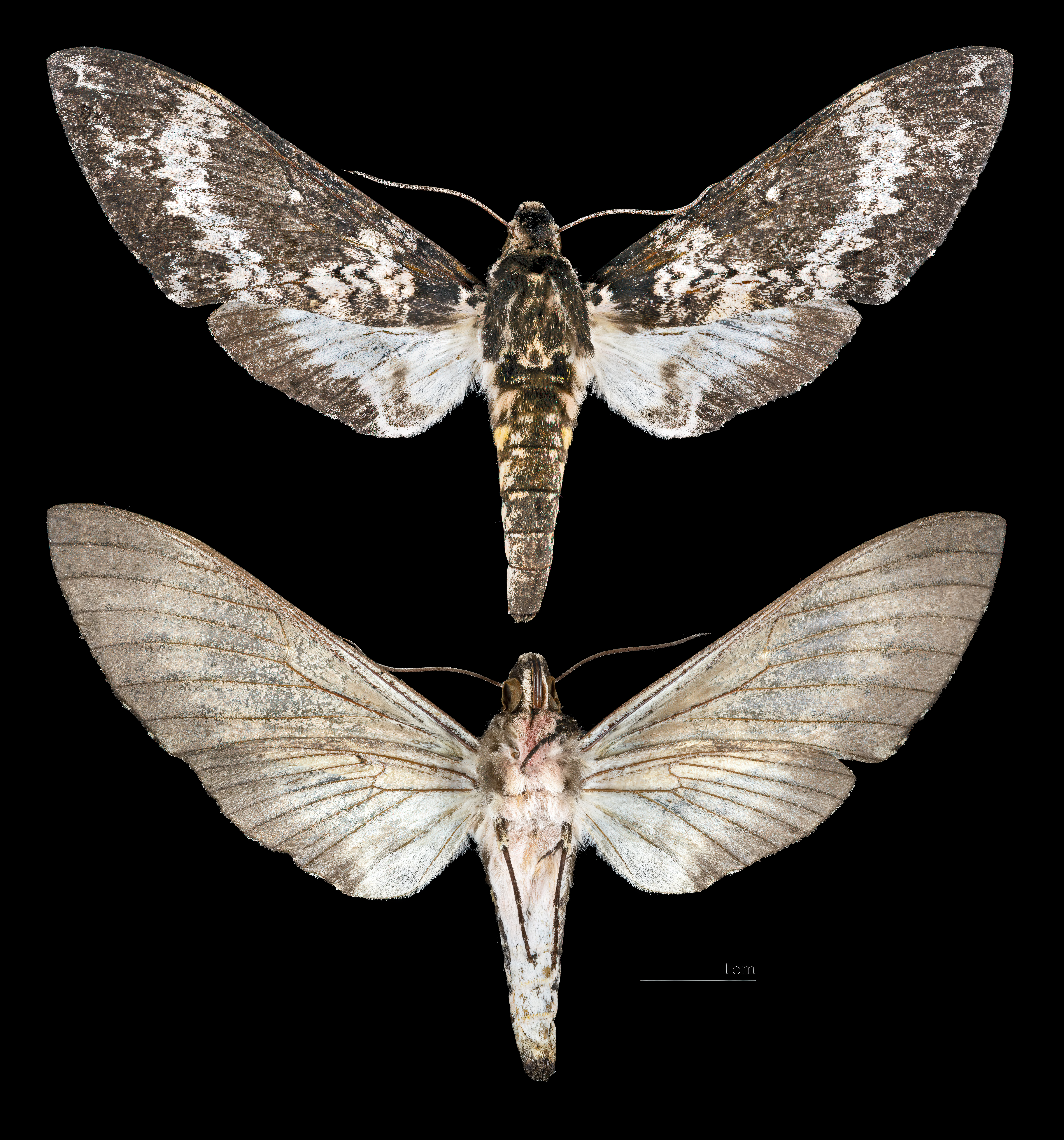
Manduca manducoides
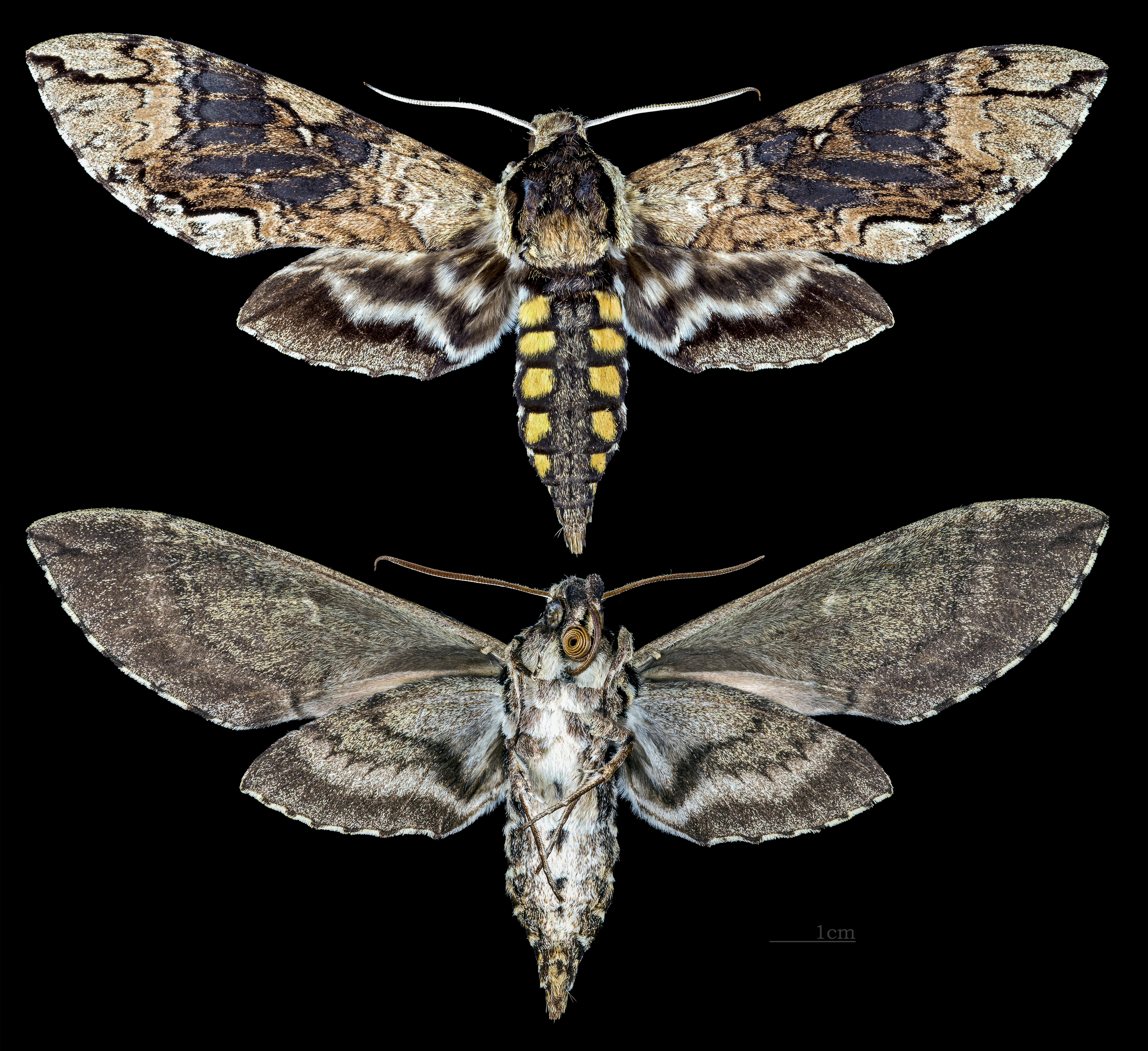
Manduca morelia
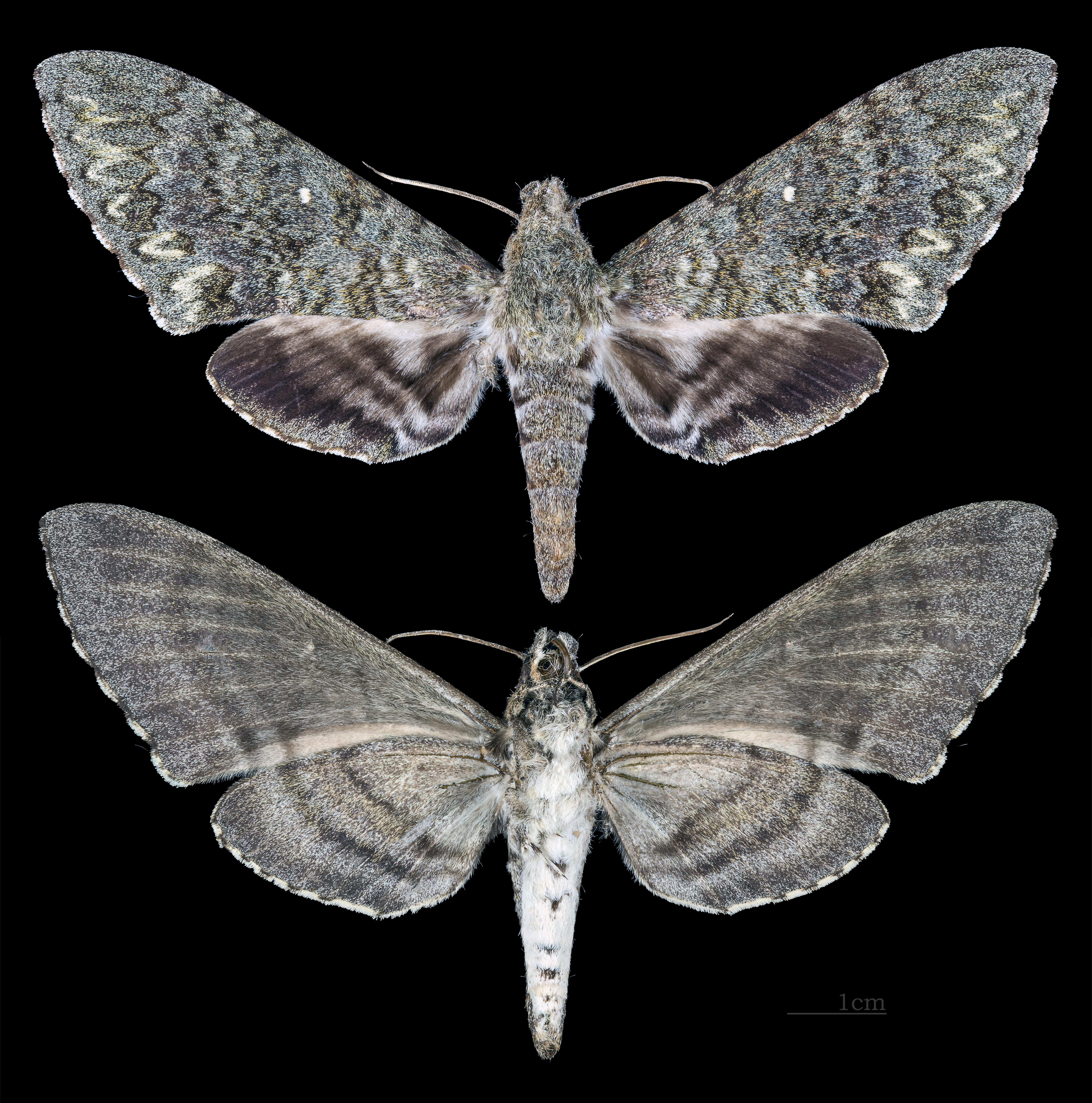
Manduca muscosa
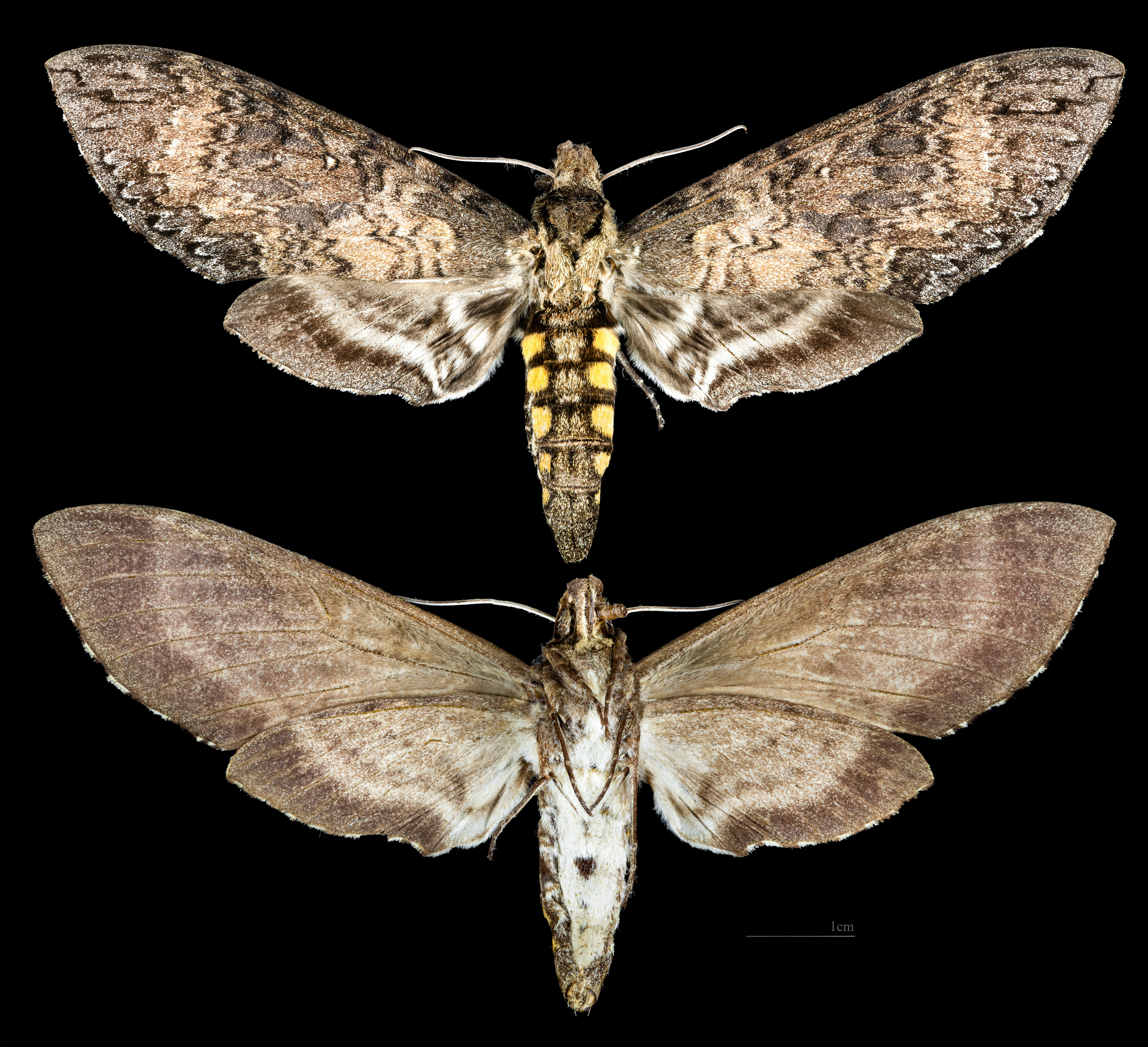
Manduca occulta
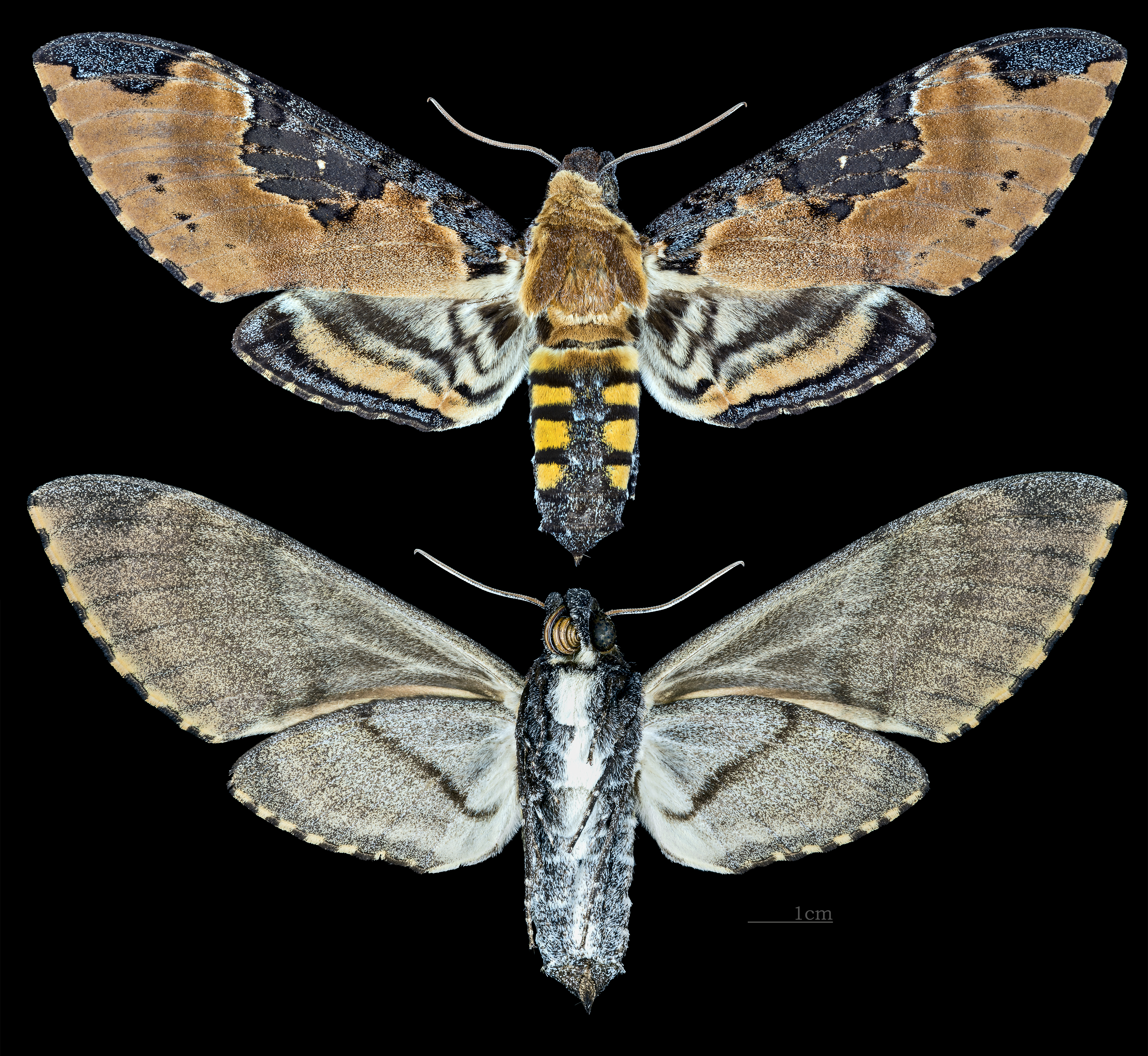
Manduca ochus
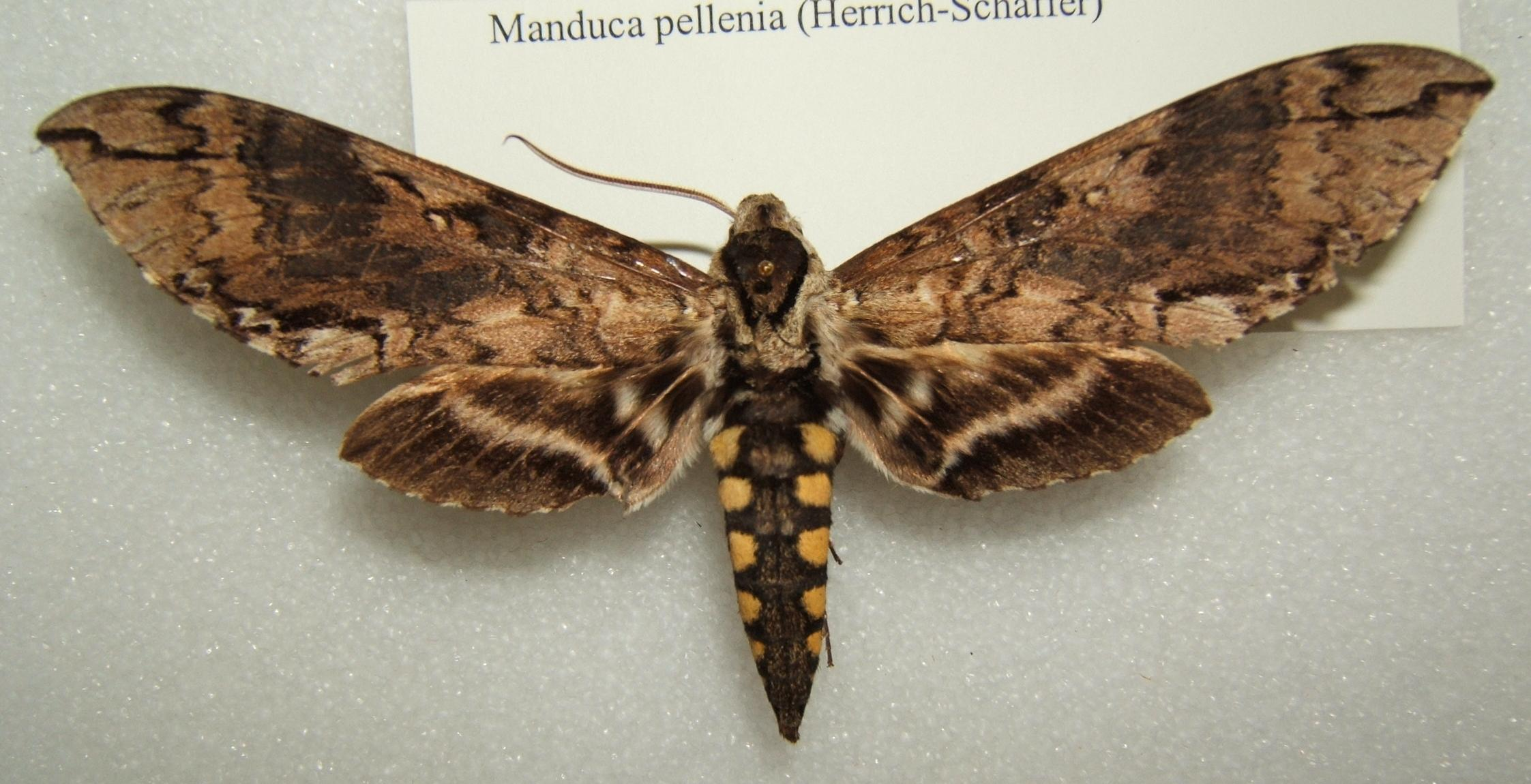
Manduca pellenia
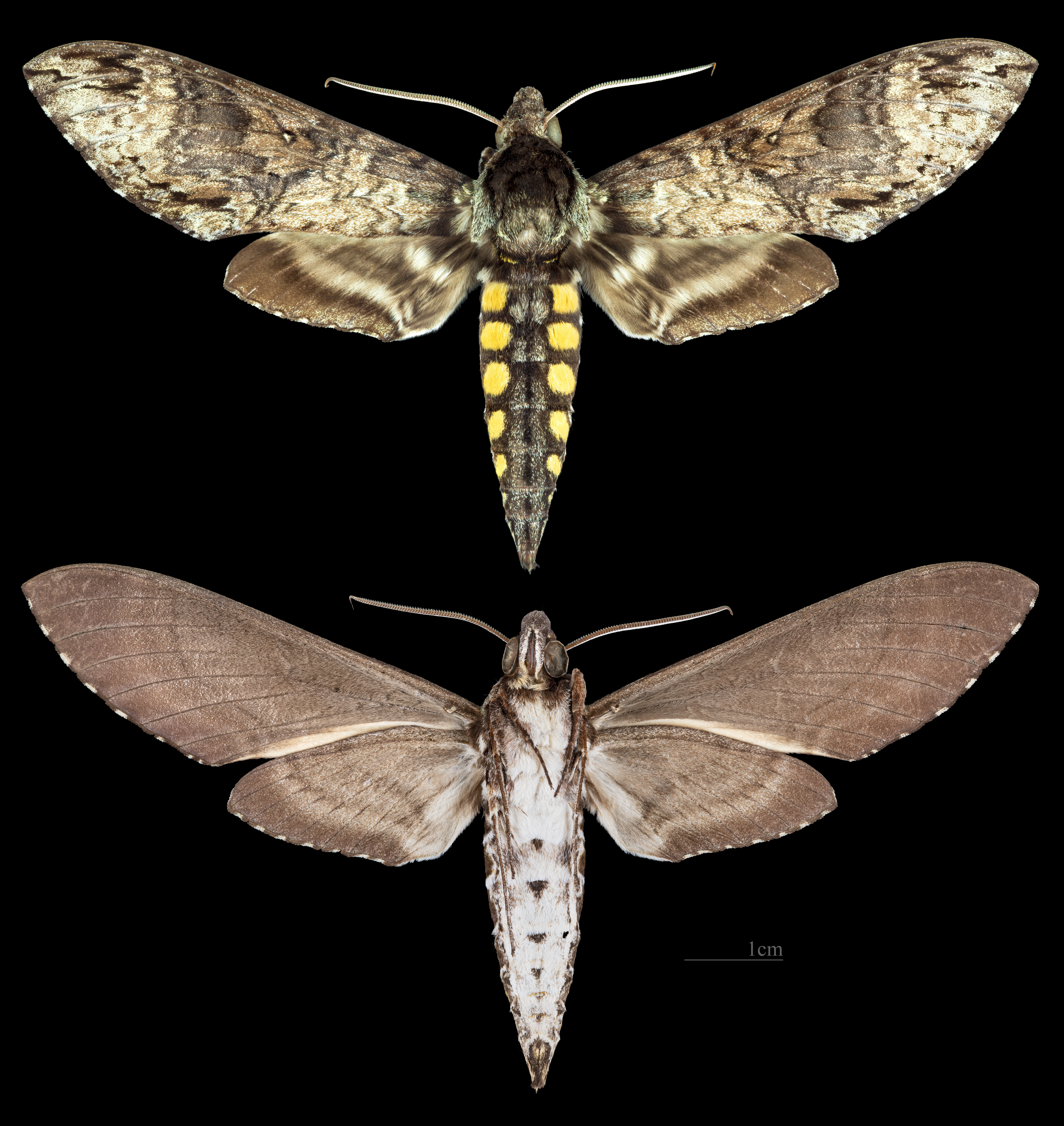
Manduca perplexa
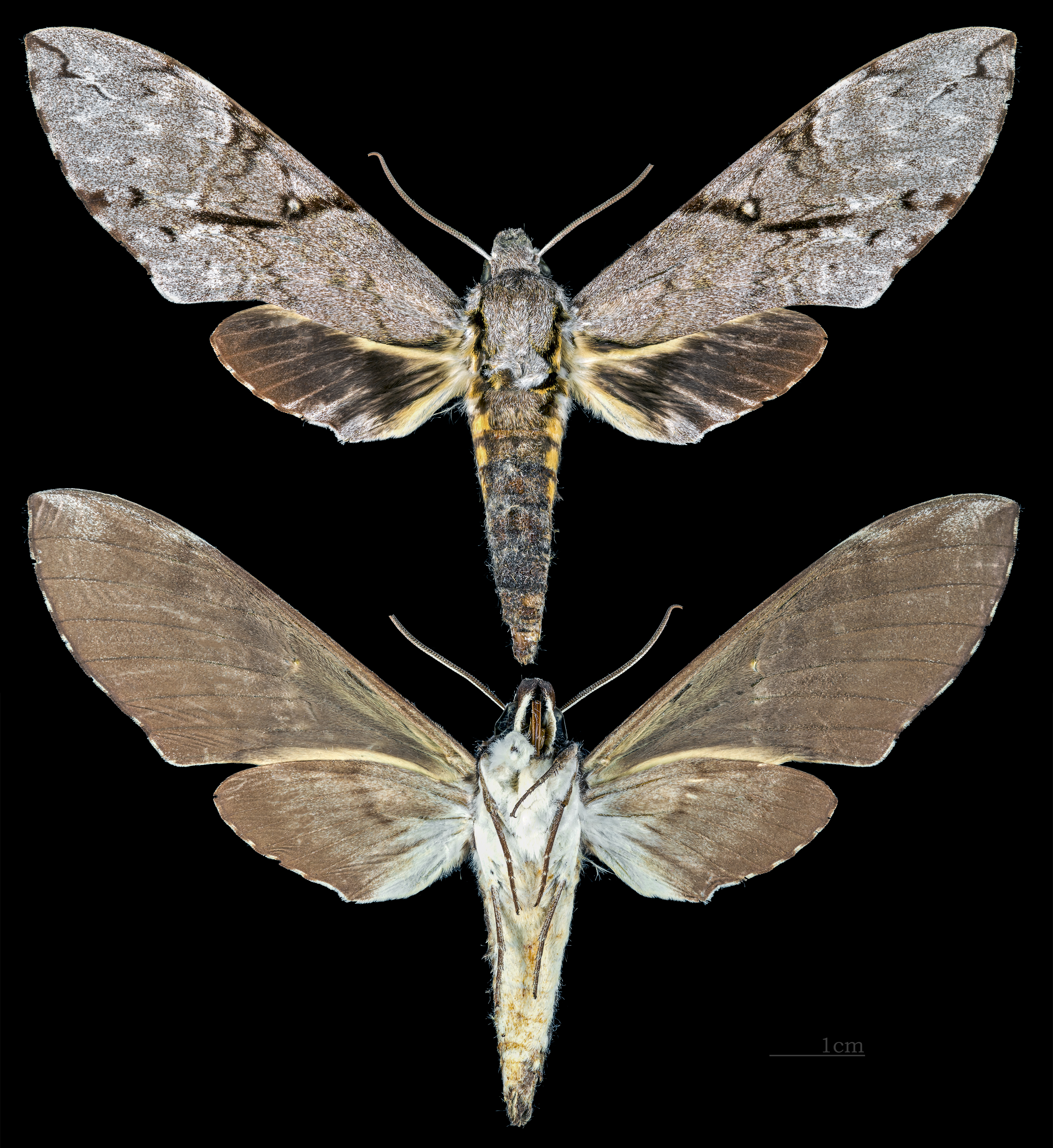
Manduca prestoni
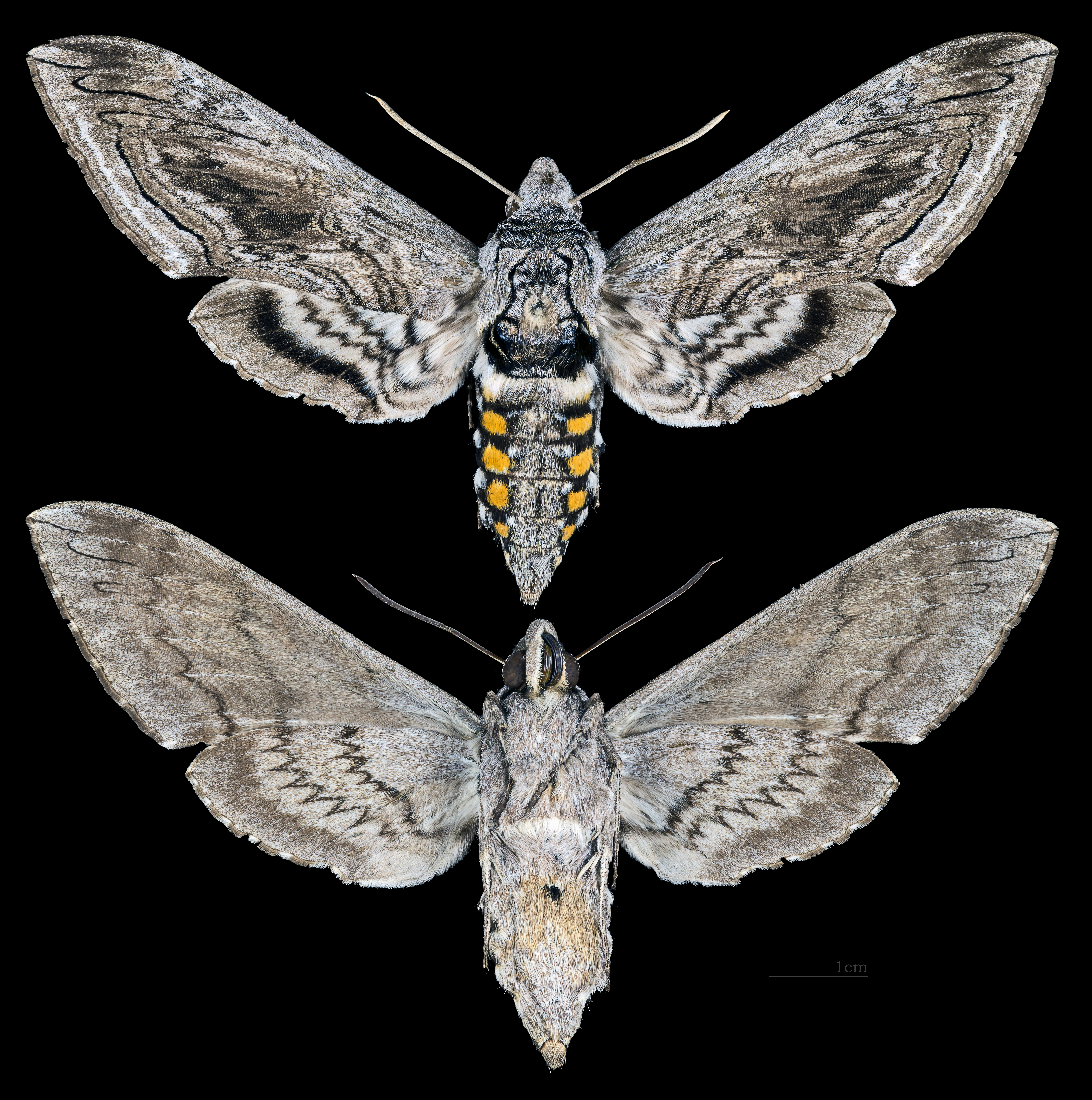
Manduca quinquemaculata
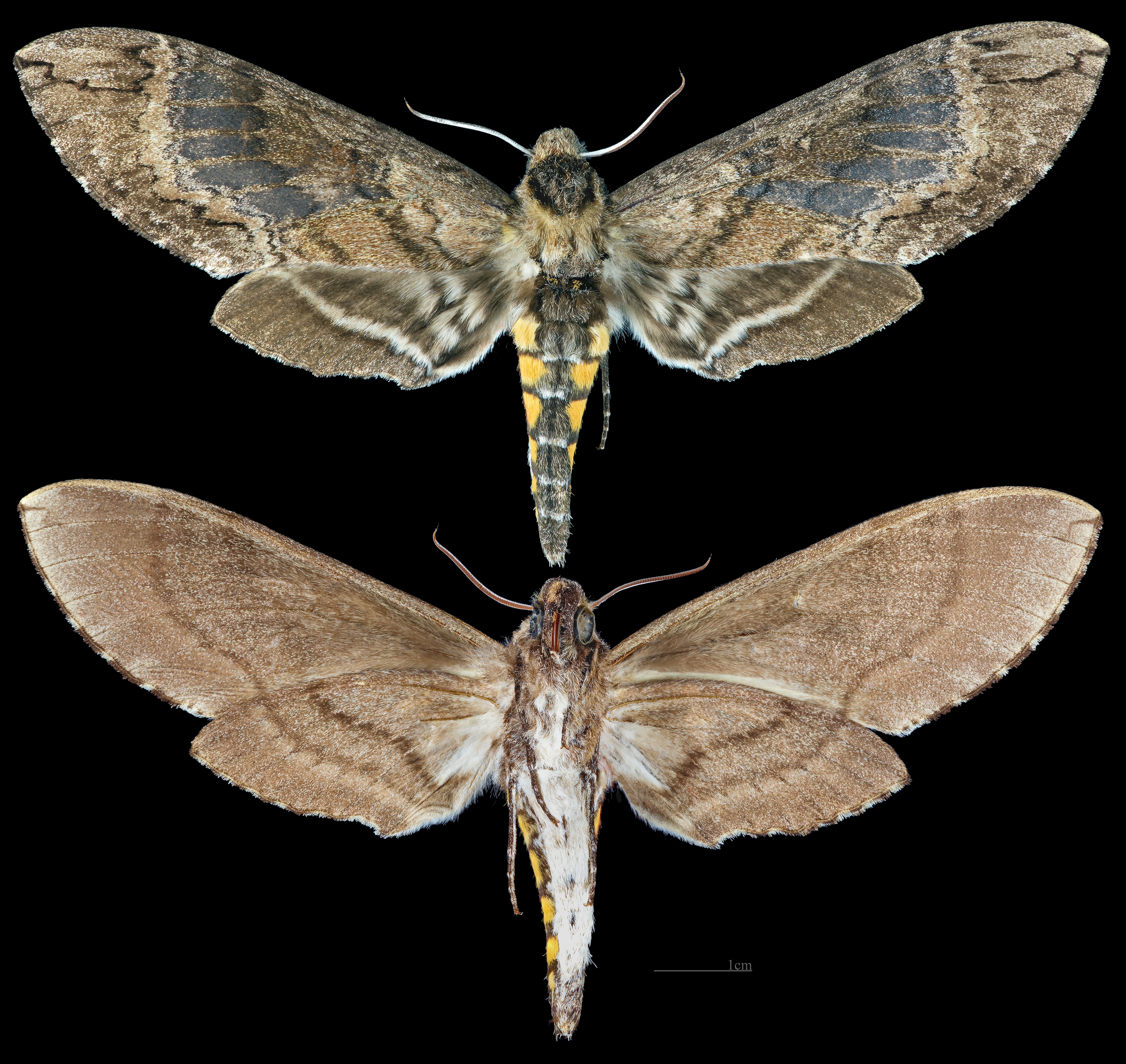
Manduca reducta
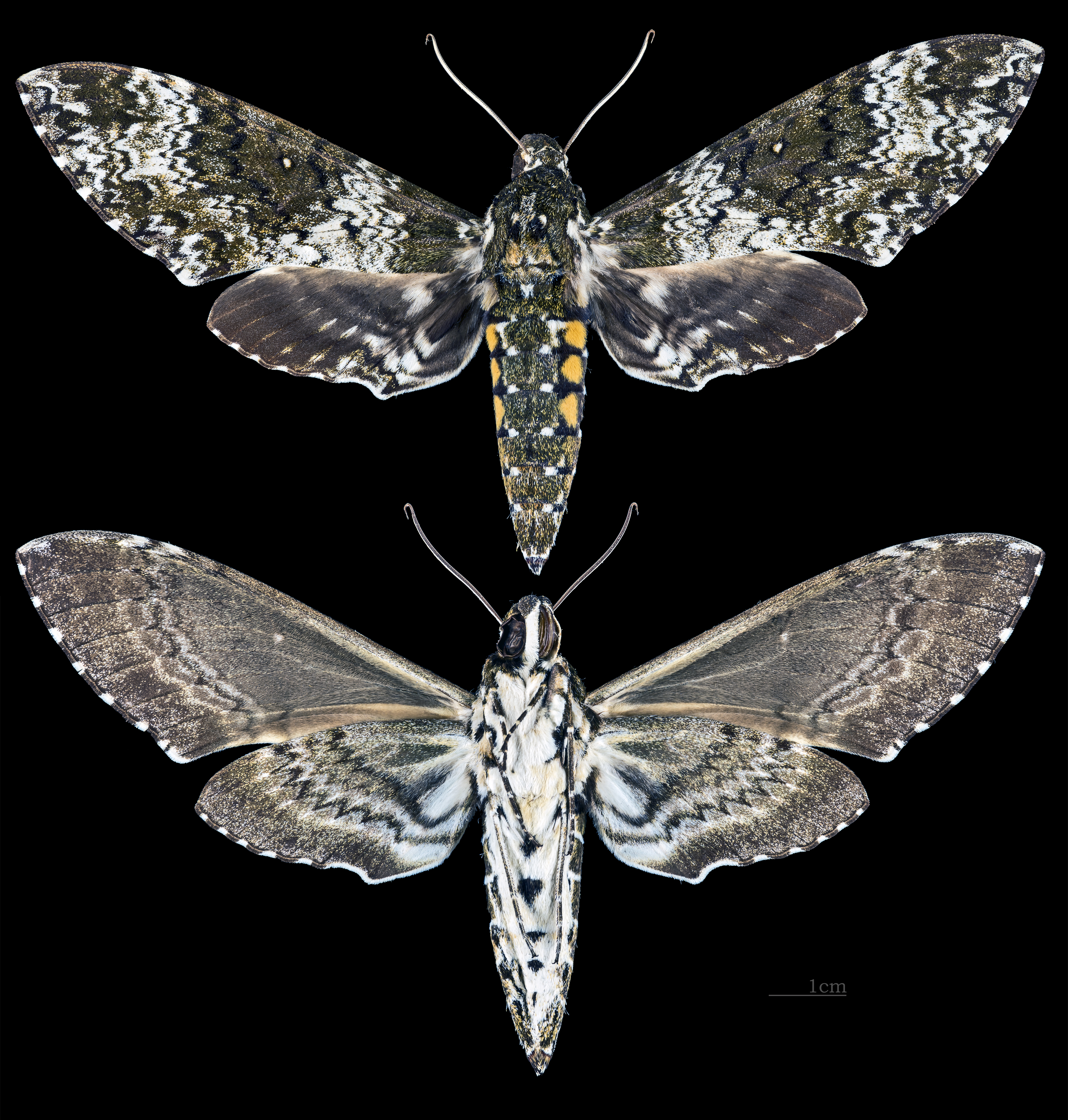
Manduca rustica
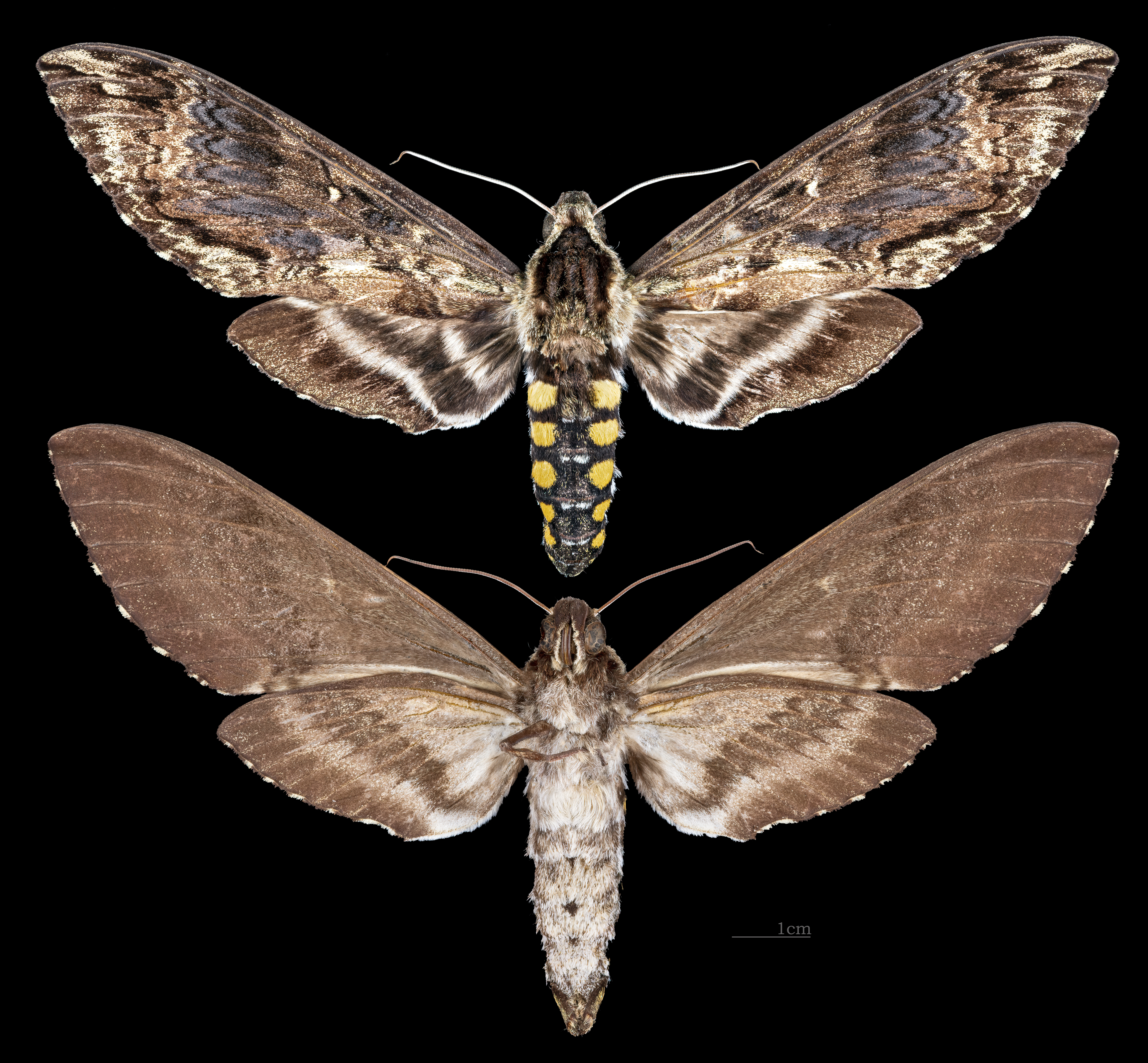
Manduca scutata
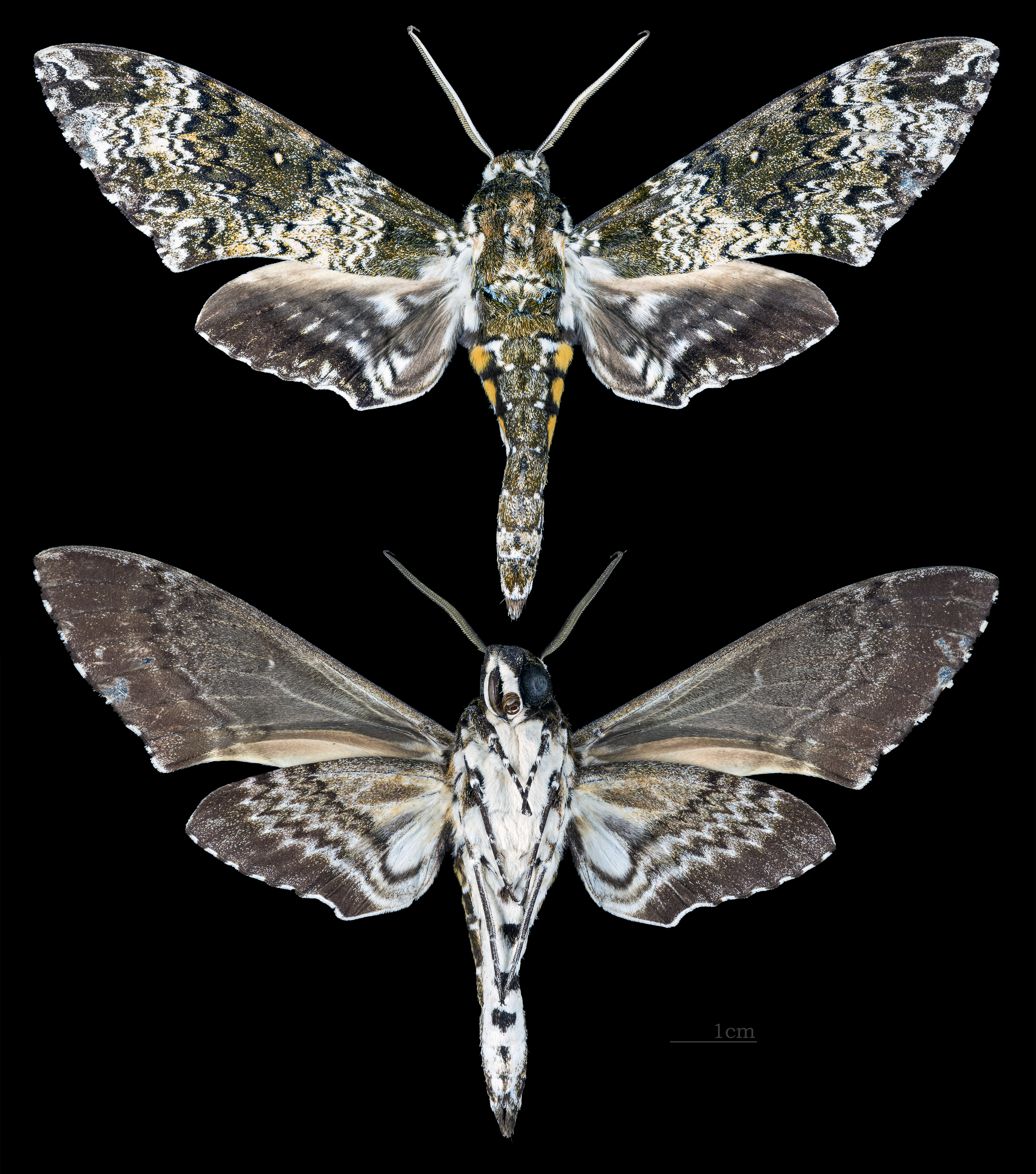
Manduca sesquiplex
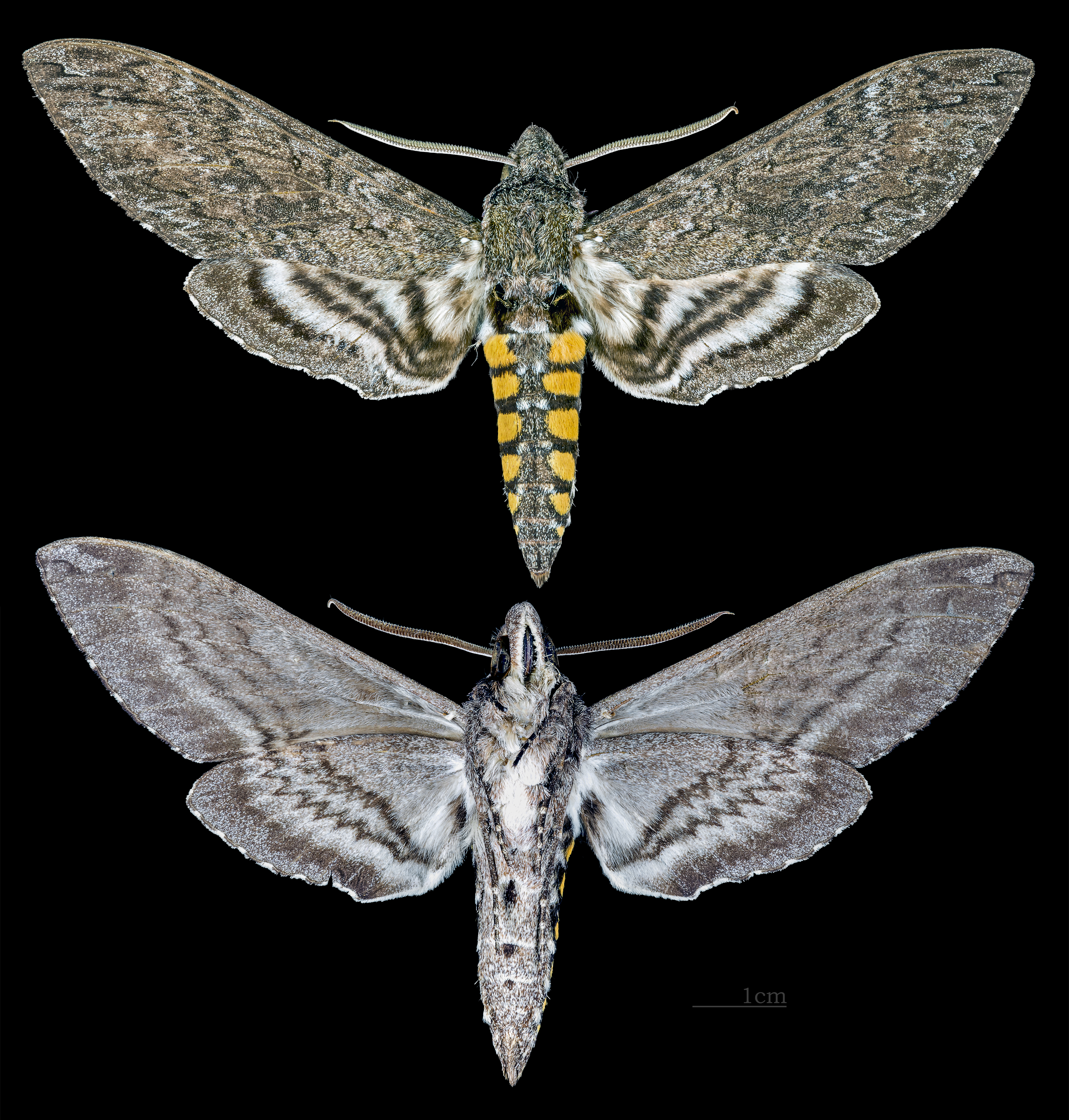
Manduca sexta
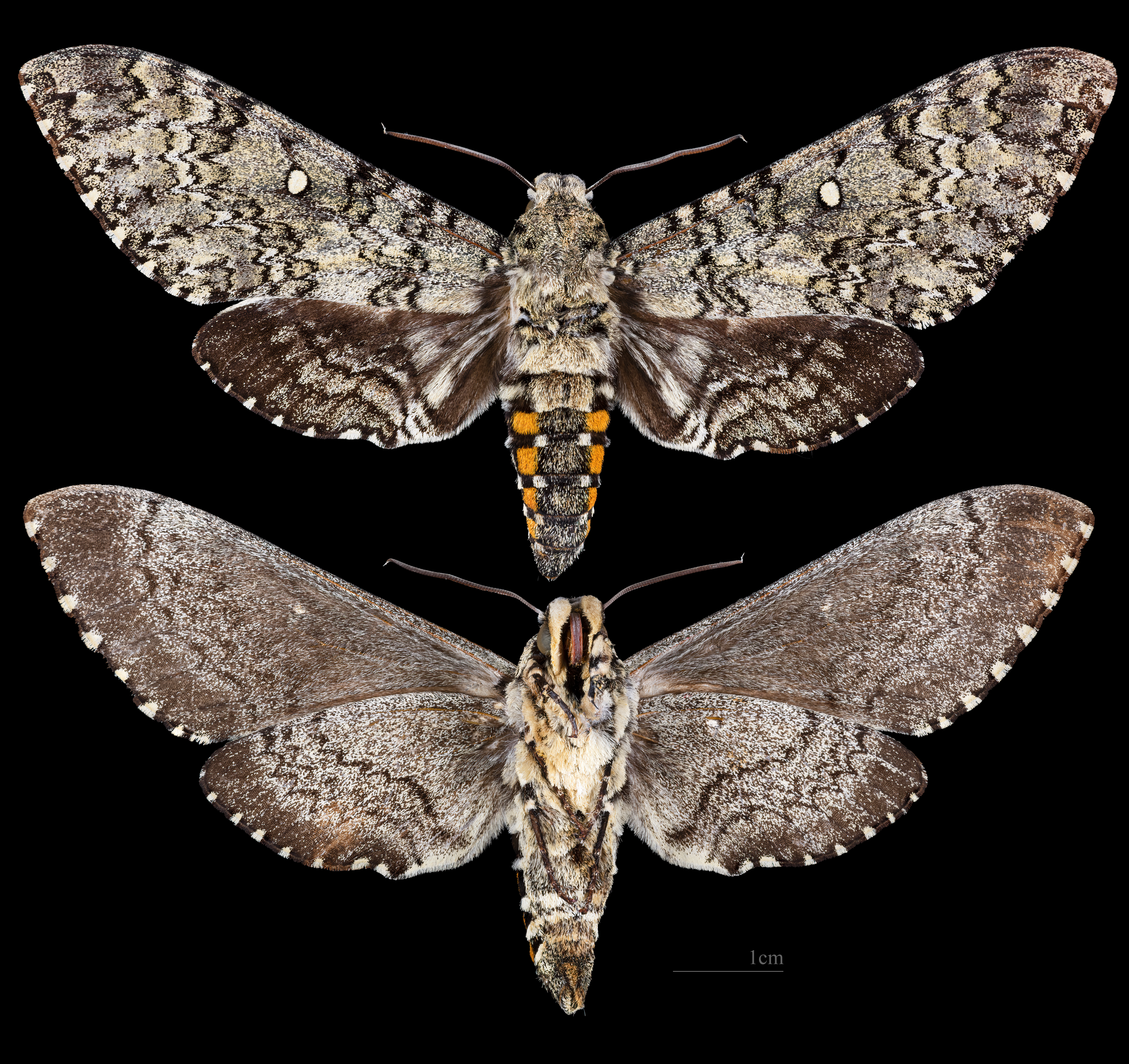
Manduca stuarti
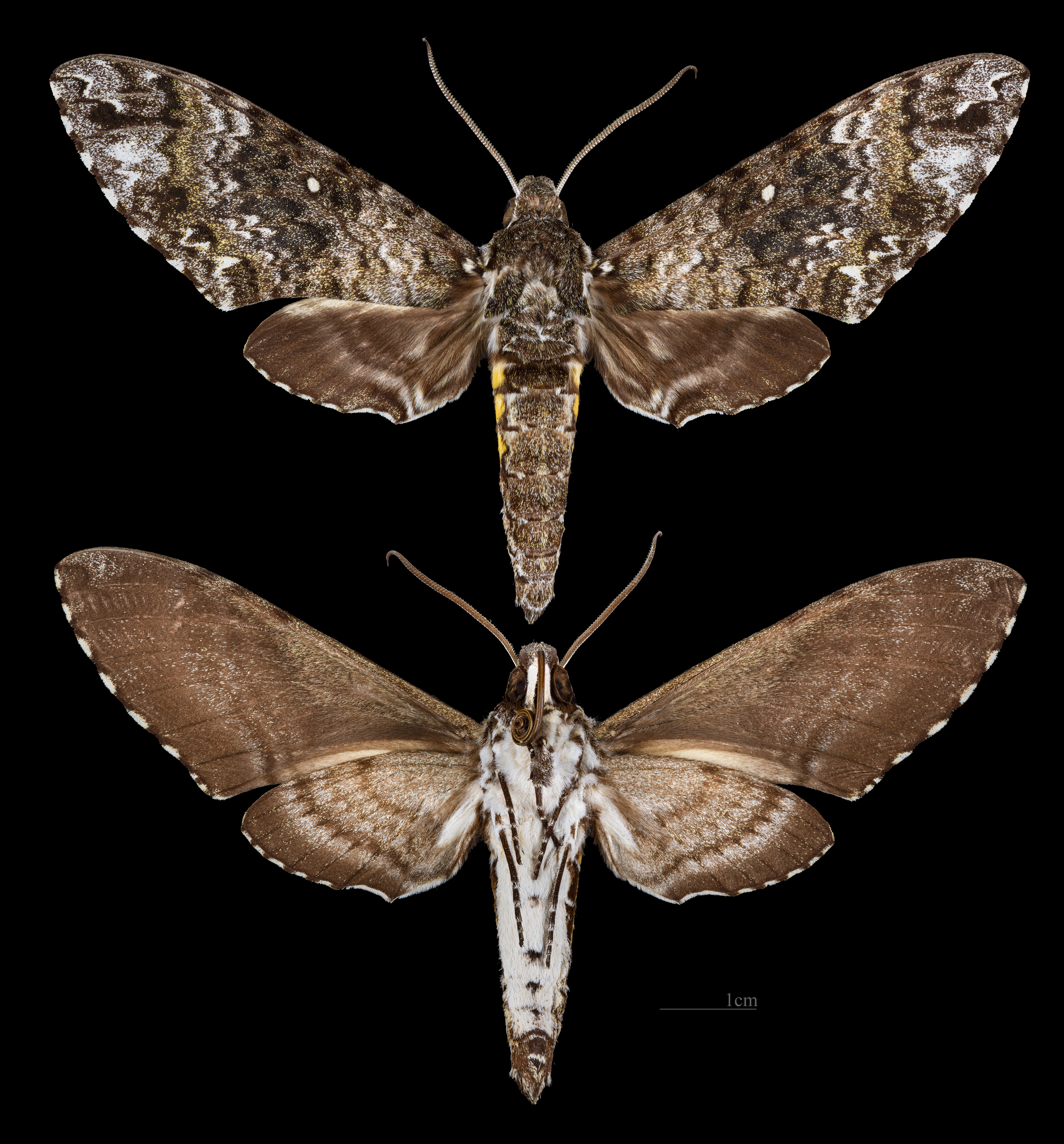
Manduca trimacula
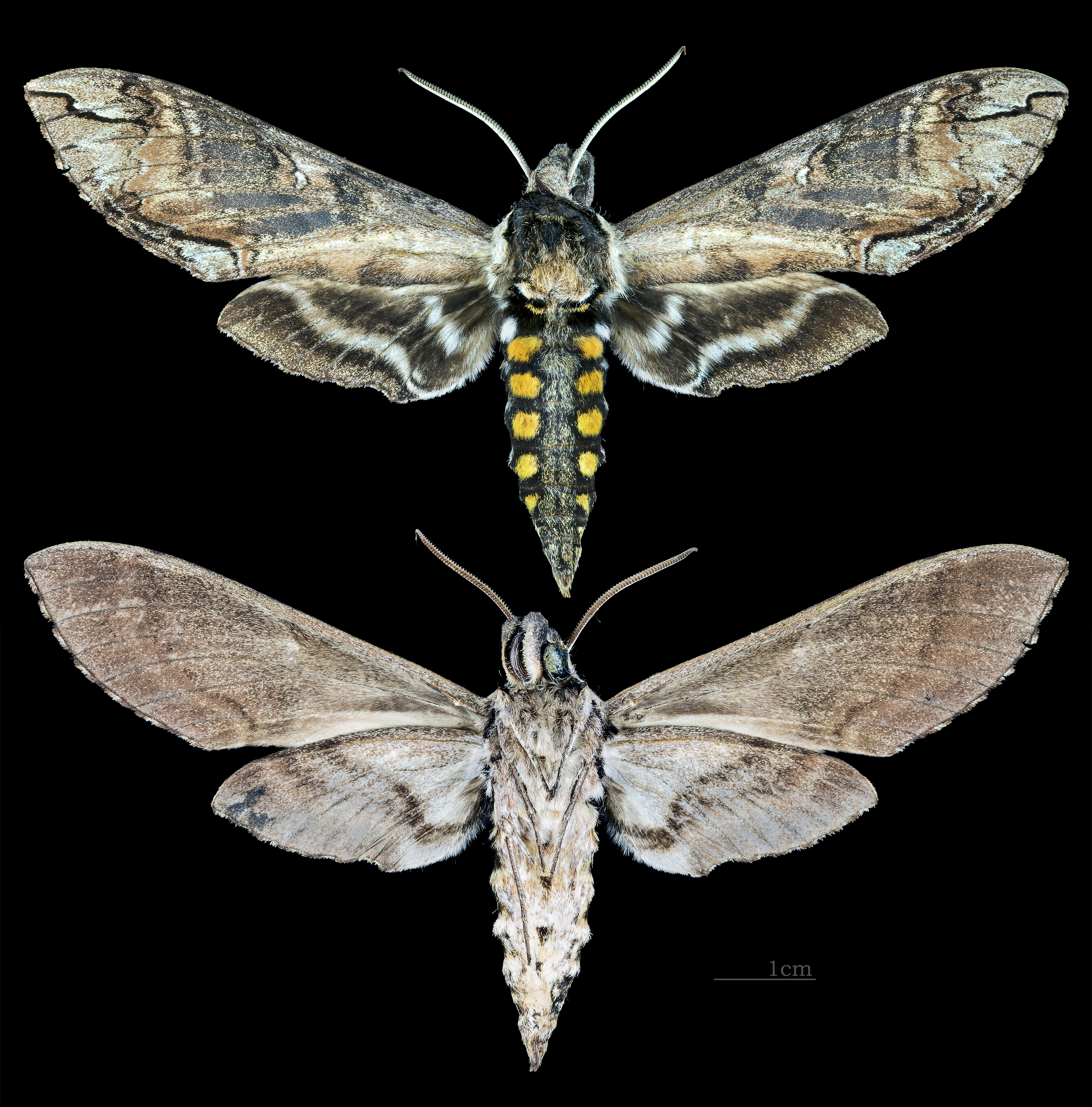
Manduca tucumana
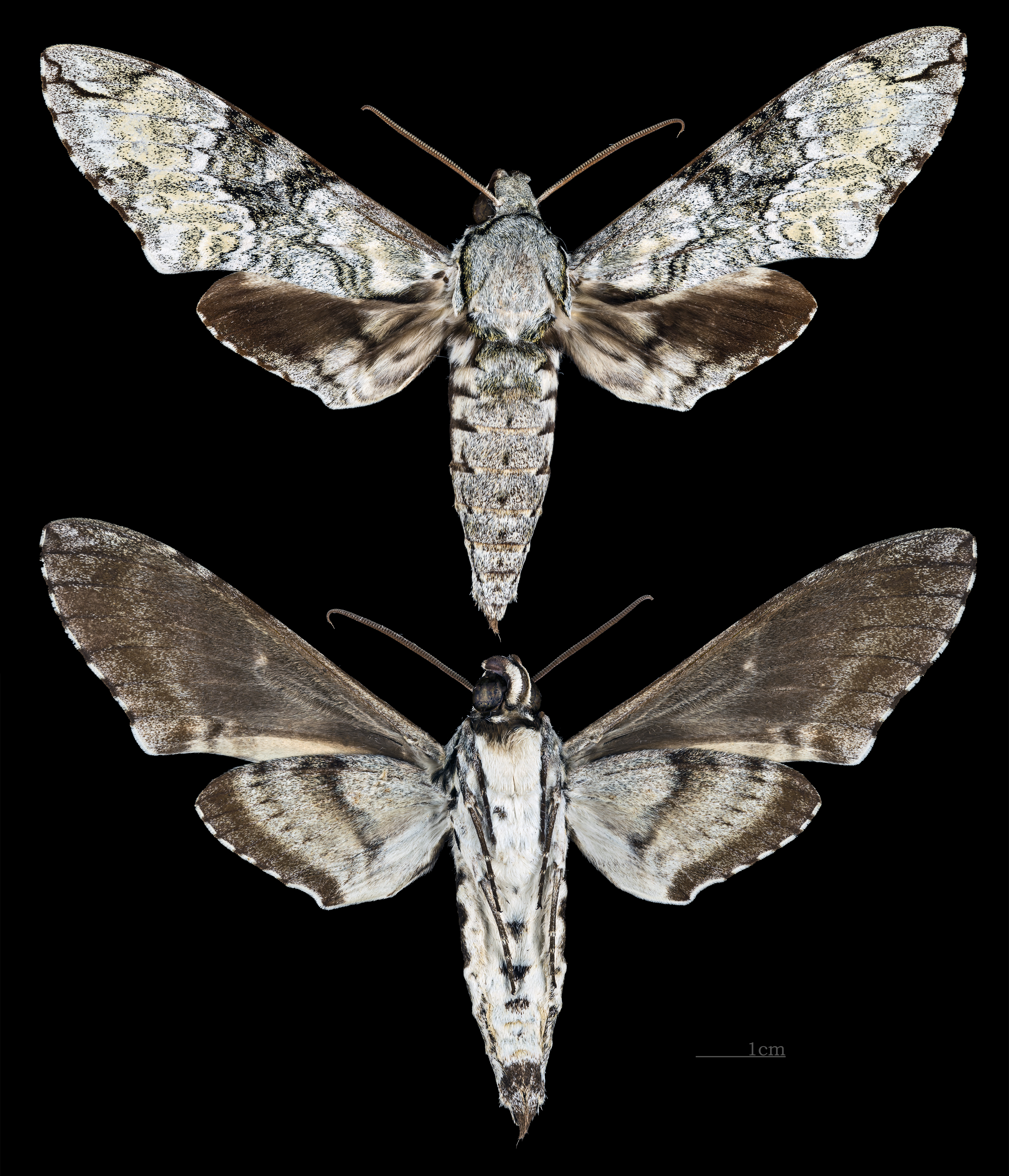
Manduca vestalis
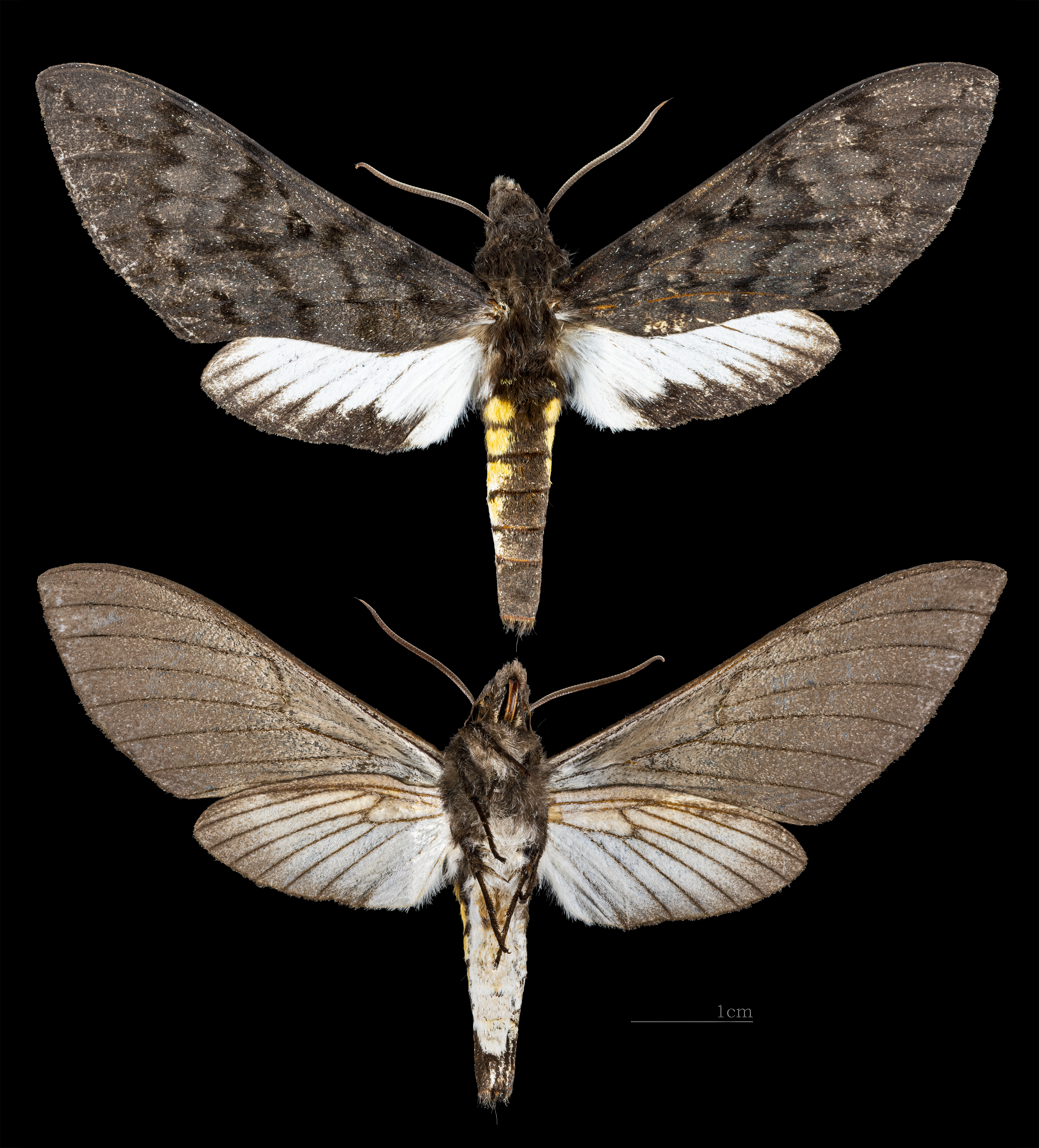
Manduca violaalba
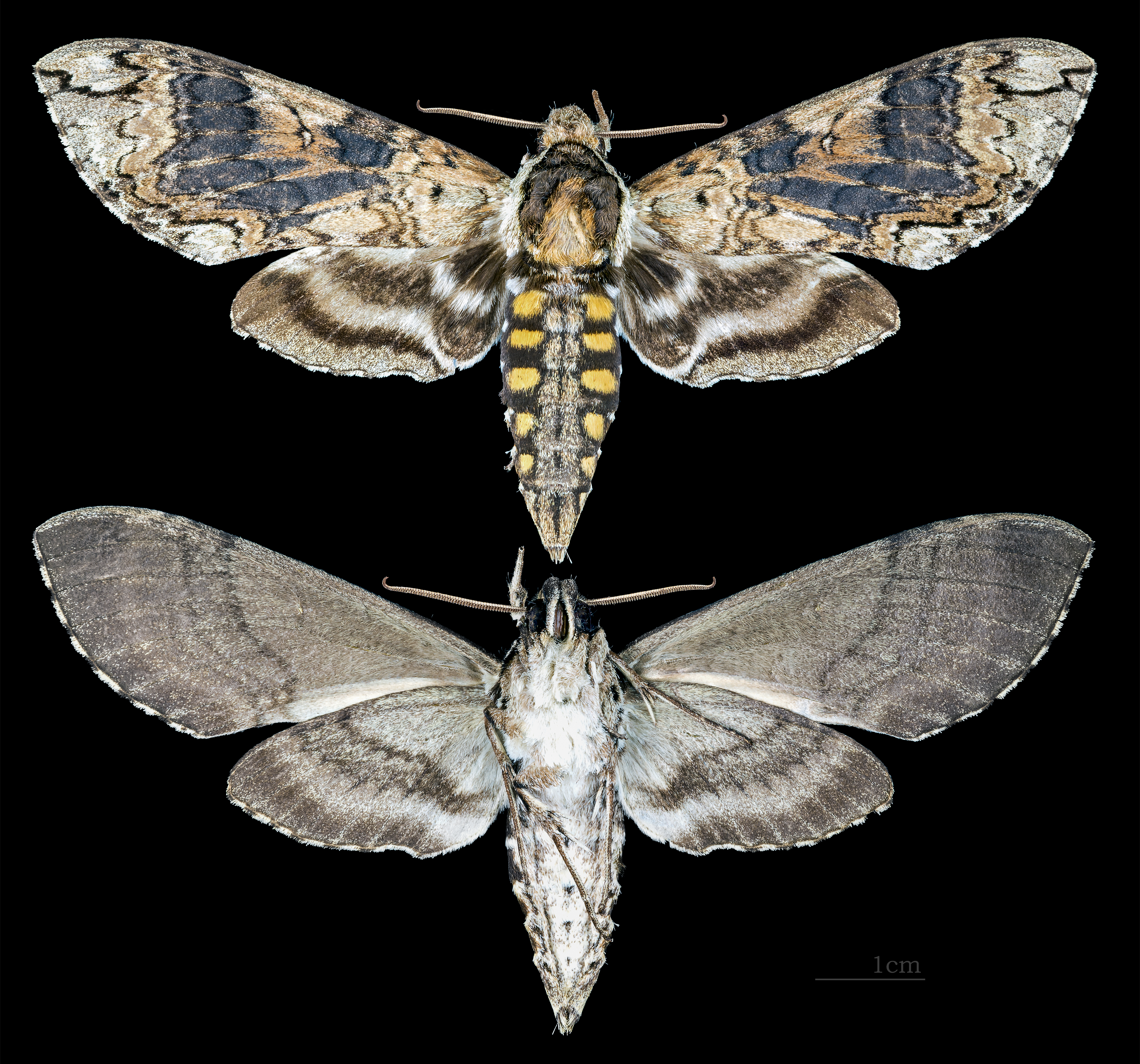
Manduca wellingi